# Verbi irregolari italiani
Nella lingua italiana sono presenti diversi verbi irregolari (quasi tutti concentrati nella seconda coniugazione), ossia verbi che mostrano una sorta d'irregolarità sotto i seguenti punti di vista:
- a livello desinenziale per la presenza di terminazioni diverse da quelle dello schema dei verbi regolari (ad esempio io sono salito, verbo regolare, ma io sono venuto, non venito, verbo quindi irregolare);
- a livello tematico o con cambio di radice (esempio: voi andate, ma essi vanno; si parla in questo caso di suppletivismo);
- con modificazioni non prevedibili per aggiustamenti tra tema e desinenza (sapere, sapiente).

## Elenco di verbi irregolari italiani
Di seguito i verbi italiani che presentano correntemente (anche per forme rare o letterarie, purché attuali) irregolarità rispetto alla coniugazione dei verbi regolari; non sono, invece, elencati i verbi semplicemente difettivi (mancanti di un modo o di un tempo verbale), né i cosiddetti verbi incoativi (capire → capisco).
I verbi sono principalmente raggruppati secondo un criterio etimologico (sono dunque possibili più gruppi che presentino le medesime irregolarità morfologiche) e indicizzati sotto quello che può essere ritenuto il capostipite, od in sua assenza il primo in ordine alfabetico.
- Diversi verbi sono irregolari pur essendolo soltanto nella coniugazione del passato remoto (in genere prima, terza e sesta persona) e del participio passato (ad es.: vincere, vinsi, vinto).
- Altri verbi presentano irregolarità limitate al futuro e al condizionale (godrò, godrei).
- Se un verbo è regolare al futuro, lo sarà sempre anche al condizionale e viceversa. Le forme irregolari del futuro semplice e del condizionale presente presentano le stesse medesime irregolarità (rimarrò, rimarrei; andrò, andrei; sarò, sarei). Per ragioni di chiarezza, l'elenco qui proposto riporta entrambe le forme.
- L'irregolarità di un verbo al presente indicativo riemerge di norma all'imperativo e al congiuntivo presente:
- Nella presente lista, le forme dell'imperativo alla forma di cortesia non sono riportate perché coincidono con quelle del congiuntivo presente al singolare (esca, vada, dica). Tali forme prendono la radice dalla forma di prima persona del presente indicativo, (vengo > che io venga),[2] eccezion fatta per quelle dei verbi essere, avere, sapere, dare e stare (sìa, àbbia, sàppia, dìa, stìa).
- Eccezione fatta per i pochi casi ricordati in questa lista, le forme in noi e voi dell'imperativo coincidono con quelle del presente indicativo e sono regolari, per cui non vengono di norma riportate (moriamo, morite, andiamo, andate).
- Alcune grammatiche distinguono i verbi irregolari in forti (quelli la cui irregolarità si limita al passato remoto e al participio passato) e anomali (quelli irregolari anche in altri tempi).

| Coniug.              | Verbo        | Verbi derivati |
| -------------------- | ------------ | --- |
| 2ª                   | accendere    | incendere; raccendere; riaccendere |
| 2ª                   | accludere    | concludere; escludere; includere; intercludere; occludere; precludere; recludere; sconcludere |
| 2ª                   | accorgersi   | raccorgersi; scorgere |
| 2ª                   | addurre      | abdurre; circondurre; condurre; coprodurre; dedurre; edurre; indurre; introdurre; manodurre; perdurre; prededurre; produrre; raddurre; reintrodurre; ricondurre; ridurre; riprodurre; ritradurre; sedurre; soddurre; tradurre; trasdurre |
| 2ª                   | adempiere*   | (adempire); compiere (compire) |
| 2ª                   | affliggere   | infliggere; confliggere |
| 2ª                   | algere       | |
| 2ª                   | alludere     | colludere; deludere; disilludere; eludere; illudere; interludere; preludere; proludere |
| 2ª                   | ancidere     | circoncidere; coincidere; decidere; escidere; incidere; intercidere; precidere; recidere; reincidere; succidere; uccidere |
| 1ª                   | andare       | oltrandare; riandare (intr.); trasandare (tr.) |
| 2ª                   | annettere    | connettere; disconnettere; interconnettere; riannettere; riconnettere; sconnettere |
| 3ª                   | apparire     | comparire; disapparire; disparire; rapparire; ricomparire; riapparire; trasparire; scomparire |
| 2ª                   | appendere    | dipendere; dispendere; impendere; propendere; riappendere; sopraspendere; sospendere; spendere; vilipendere |
| 3ª                   | aprire       | riaprire; semiaprire |
| 2ª                   | ardere       | riardere |
| 2ª                   | arrogere     | |
| 2ª                   | ascondere    | disascondere; nascondere |
| 2ª                   | assidere     | |
| 2ª                   | assistere    | coesistere; consistere; desistere; esistere; inesistere; insistere; preesistere; persistere; resistere; servoassistere; sussistere |
| 2ª                   | assolvere    | asciolvere; dissolvere; risolvere |
| 2ª                   | assurgere    | consurgere |
| 2ª                   | avellere     | convellere |
| Coniugazione propria | avere        | riavere |
| 2ª                   | avertere     | avertere; controvertere; estrovertere; introvertere |
| 2ª                   | bere o bebbi | ribere; strabere; trabere |
| 2ª                   | cadere       | accadere; decadere; discadere; ricadere; scadere |
| 2ª                   | calere       | |
| 2ª                   | cernere      | decernere; discernere; ricernere; scernere; secernere |
| 2ª                   | chiedere     | dischiedere; inchiedere; richiedere |
| 2ª                   | chiudere     | acchiudere; conchiudere; dischiudere; inchiudere; racchiudere; richiudere; rinchiudere; schiudere; socchiudere |
| 2ª                   | cingere      | accingere; discingere; incingere; precingere; recingere; ricingere; scingere; succingere |
| 2ª                   | cogliere     | accogliere; incogliere; raccogliere; ricogliere |
| 2ª                   | comburere    | |
| 2ª                   | comprimere   | decomprimere; deprimere; dereprimere; esprimere; imprimere; opprimere; precomprimere; reimprimere; reprimere; ricomprimere; rimprimere; opprimere |
| 2ª                   | concedere    | succedere; retrocedere |
| 2ª                   | conoscere    | anticonoscere; disconoscere; misconoscere; preconoscere; riconoscere; sconoscere |
| 2ª                   | conquidere   | |
| 2ª                   | contessere   | intessere |
| 2ª                   | contundere   | ottundere |
| 2ª                   | convergere   | divergere |
| 3ª                   | convertire   | invertire |
| 2ª                   | coprire      | discoprire, ricoprire; riscoprire; scoprire |
| 2ª                   | correre      | accorrere; concorrere; cooccorrere; decorrere; discorrere; incorrere; intercorrere; occorrere; percorrere; precorrere; ricorrere; rincorrere; ripercorrere; scorrere; soccorrere; trascorrere |
| 2ª                   | crescere     | accrescere; concrescere; decrescere; discrescere; increscere; ricrescere; rincrescere; screscere; sopraccrescere |
| 3ª                   | cucire       | discucire; ricucire; scucire; sdrucire |
| 2ª                   | cuocere      | concuocere; decuocere; incuocere; ricuocere; scuocere; stracuocere |
| 1ª                   | dare         | disdare; ridare; sdare |
| 2ª                   | delinquere   | |
| 2ª                   | devolvere    | evolvere; involvere |
| 2ª                   | detrudere    | estrudere; intrudere; protrudere |
| 2ª                   | difendere    | offendere |
| 2ª                   | diligere     | prediligere; negligere |
| 2ª                   | dipingere    | dispingere; ridipingere; sdipingere |
| 3ª                   | dire         | addire; benedire; contraddire; disdire; indire; interdire; maledire; predire; ridire; sdire; sopraddire; stradire |
| 2ª                   | dirigere     | condirigere; erigere; indirigere; ridirigere |
| 2ª                   | discutere    | incutere; escutere |
| 2ª                   | distinguere  | contraddistinguere; estinguere; suddistinguere |
| 2ª                   | dividere     | condividere; ridividere; suddividere |
| 2ª                   | dolere       | condolere; sdolere |
| 2ª                   | dovere       | ridovere |
| 2ª                   | eccellere    | sovreccellere |
| 2ª                   | elidere      | allidere; collidere |
| 3ª                   | empire*      | (empiere); riempire (riempiere); sovrempire (sovrempiere) |
| 2ª                   | ergere       | adergere |
| 2ª                   | esigere      | transigere |
| 2ª                   | esimere      | |
| 2ª                   | espellere    | impellere; propellere; repellere |
| 2ª                   | esplodere    | implodere; riesplodere |
| Coniugazione propria | essere       | riessere |
| 2ª                   | evadere      | invadere; pervadere |
| 1ª                   | fare         | affarsi; artefare; assuefare; benfare; confarsi; consuefare; contraffare; disfare; dissuefare; forfare; liquefare; malfare; mansuefare; misfare; prefare; putrefare; rarefare; rifare; satisfare; sfare; soddisfare; sopraffare; strafare; stupefare; tepefare; torrefare; tumefare |
| 3ª                   | fedire*      | |
| 2ª                   | figgere      | affiggere; configgere; crocifiggere; defiggere; disconfiggere; infiggere; prefiggere; rifiggere; scalfiggere; sconfiggere; scrocifiggere; suffiggere; trafiggere |
| 2ª                   | fingere      | confingere; diffingere; effingere; infingere |
| 2ª                   | flettere     | circonflettere; deflettere; estroflettere; inflettere; introflettere; riflettere (tr.) |
| 2ª                   | fondere      | circonfondere; confondere; diffondere; effondere; infondere; perfondere; profondere; radiodiffondere; reinfondere; rifondere; sconfondere; soffondere; trasfondere; telediffondere |
| 2ª                   | frangere     | affrangere; diffrangere; infrangere; rifrangere; rinfrangere; sfrangere |
| 2ª                   | friggere     | rifriggere; sfriggere; soffriggere |
| 2ª                   | fulgere      | circonfulgere; rifulgere |
| 2ª                   | fungere      | defungere |
| 2ª                   | giacere      | soggiacere |
| 2ª                   | giungere     | aggiungere; congiungere; disgiungere; ingiungere; raggiungere; ricongiungere; scongiungere; soggiungere; sopraggiungere; sorgiungere |
| 2ª                   | godere       | sgodere; stragodere |
| 2ª                   | indulgere    | |
| 3ª                   | inferire     | profferire |
| 2ª                   | intridere    | |
| 2ª                   | leggere      | eleggere; intraleggere; preeleggere; rieleggere; rileggere |
| 2ª                   | mettere      | ammettere; commettere; compromettere; dimettere; discommettere; dismettere; dispromettere; fedecommettere; emettere; estromettere; frammettere; immettere; impromettere; inframmettere; intermettere; intramettere; intromettere; malmettere; manomettere; omettere; permettere; premettere; pretermettere; promettere; radiostrasmettere; reimmettere; ricetrasmettere; riammettere; ricommettere; rimettere; riemettere; ripromettere; scommettere; smettere; sommettere; soprammettere; sottomettere; spromettere; teletrasmettere; tramettere; trasmettere; videotrasmettere |
| 2ª                   | mergere      | emergere; immergere; reimmergere; riemergere; rimmergere; sommergere |
| 2ª                   | mingere      | |
| 2ª                   | mordere      | demordere; rimordere |
| 3ª                   | morire       | premorire; rimorire; smorire |
| 2ª                   | muovere      | commuovere; dismuovere; permuovere; promuovere; rimuovere; scommuovere; smuovere; sommuovere |
| 2ª                   | nascere      | prenascere; rinascere |
| 2ª                   | nuocere      | |
| 3ª                   | offrire      | controffrire; soffrire |
| 2ª                   | parere       | |
| 2ª                   | percuotere   | ripercuotere; riscuotere; scuotere |
| 2ª                   | perdere      | disperdere; sperdere |
| 2ª                   | piacere      | compiacere; dispiacere; scompiacere; spiacere |
| 2ª                   | piangere     | compiangere; rimpiangere |
| 2ª                   | piovere      | ripiovere; spiovere |
| 3ª                   | polluire     | |
| 2ª                   | porgere      | sporgere |
| 2ª                   | porre        | anteporre; apporre; bendisporre; comporre; contrapporre; controproporre; decomporre; deporre; discomporre; disimporre; disporre; esporre; fotocomporre; frapporre; giustapporre; imporre; indisporre; infrapporre; interporre; opporre; ovodeporre; posporre; predisporre; preporre; presupporre; proporre; reimporre; ricomporre; riporre; riproporre; scomporre; sottoesporre; sottoporre; sovrapporre; sovresporre; sporre; sovrimporre; supporre; traporre; trasporre |
| 2ª                   | potere       | |
| 2ª                   | prendere     | apprendere; comprendere; disapprendere; imprendere; intraprendere; rapprendere; riprendere; sorprendere |
| 2ª                   | proteggere   | sproteggere |
| 2ª                   | pungere      | compungere; espungere; interpungere; trapungere |
| 2ª                   | radere       | abradere; eradere |
| 2ª                   | redigere     | |
| 2ª                   | redimere     | |
| 2ª                   | relinquere   | |
| 2ª                   | reggere      | correggere; sorreggere |
| 2ª                   | rendere      | arrendere |
| 2ª                   | ridere       | arridere; deridere; irridere; sorridere |
| 2ª                   | rimanere     | permanere |
| 2ª                   | rispondere   | corrispondere |
| 2ª                   | rodere       | corrodere; erodere |
| 2ª                   | rompere      | corrompere; dirompere; erompere; interrompere; irrompere; prorompere |
| 3ª                   | salire       | assalire; risalire; soprassalire |
| 2ª                   | sapere       | consapere; risapere; strasapere |
| 2ª                   | scegliere    | prescegliere; trascegliere |
| 2ª                   | scendere     | accondiscendere; ascendere; condiscendere; conscendere; discendere; disconscendere; ridiscendere; saliscendere; scoscendere; trascendere |
| 2ª                   | scindere     | discindere; piroscindere; prescindere; rescindere |
| 2ª                   | sciogliere   | disciogliere; prosciogliere; risciogliere |
| 2ª                   | scrivere     | ascrivere; circoscrivere; coscrivere; dattiloscrivere; descrivere; inscrivere; iscrivere; manoscrivere; poscrivere; preiscrivere prescrivere; proscrivere; reinscrivere; riscrivere; soprascrivere; sottoscrivere; soscrivere; trascrivere; videoscrivere |
| 2ª                   | sedere       | compossedere; possedere; presedere; risedere; soprassedere; spossedere |
| 3ª                   | seppellire   | disseppellire |
| 2ª                   | solere       | |
| 3ª                   | sentire      | acconsentire; assentire; consentire; disconsentire; dissentire; intrasentire; presentire; riconsentire; risentire; sconsentire; soprasentire; trasentire |
| 2ª                   | solvere      | dissolvere |
| 2ª                   | sorgere      | assorgere; insorgere; reinsorgere; risorgere |
| 2ª                   | spergere     | aspergere; cospergere; dispergere |
| 2ª                   | spandere     | espandere |
| 2ª                   | spargere     | dispargere; cospargere; espargere |
| 3ª                   | sparire      | risparire |
| 2ª                   | spegnere     | dispegnere |
| 2ª                   | spingere     | respingere; retrospingere, risospingere; rispingere; sospingere |
| 1ª                   | stare        | antistare; ristare; soprastare; sottostare |
| 2ª                   | stringere    | astringere; costringere; distringere; restringere; ristringere |
| 2ª                   | struggere    | distruggere |
| 2ª                   | suadere      | dissuadere; persuadere |
| 2ª                   | sumere       | assumere; consumere; desumere; presumere; rassumere; riassumere; sussumere |
| 2ª                   | tacere       | sottacere |
| 2ª                   | tendere      | attendere; contendere; disattendere; disintendere; distendere; estendere; fraintendere; intendere; malintendere; ostendere; pretendere; protendere; prostendere; riattendere; soprintendere; sottendere; sottintendere; stendere |
| 2ª                   | tenere       | appartenere; astenere; attenere; contenere; detenere; distenere; intertenere; intrattenere; mantenere; manutenere; ottenere; pertenere; rattenere; riottenere; ritenere; soprattenere; sostenere; trattenere |
| 2ª                   | tergere      | astergere; detergere |
| 2ª                   | tingere      | attingere; contingere; intingere; sovratingere; stingere |
| 2ª                   | togliere     | distogliere; ritogliere; stogliere |
| 2ª                   | torcere      | attorcere; contorcere; detorcere; distorcere; estorcere; intorcere; rattorcere; ritorcere; scontorcere; storcere |
| 2ª                   | trarre       | astrarre; attrarre; contrarre; decontrarre; detrarre; distrarre; estrarre; protrarre; rattrarre; retrarre; ricontrarre; ritrarre; sottrarre |
| 3ª                   | udire        | intraudire, riudire, traudire |
| 2ª                   | ungere       | disungere; riungere |
| 3ª                   | uscire       | fuoriuscire; riuscire |
| 2ª                   | valere       | avvalersi; contravvalere; disvalere; equivalere; invalere; prevalere; rivalersi |
| 2ª                   | vedere       | antivedere; avvedersi; disvedere; divedere; intravedere; malvedere; prevedere; provvedere; ravvedersi; rivedere; sopravvedere; sprovvedere; stravedere; travedere |
| 2ª                   | vellere      | disvellere; divellere; svellere |
| 3ª                   | venire       | addivenire; antivenire; avvenire; circonvenire; contravvenire; convenire; devenire; disavvenire; disconvenire; disvenire; divenire; intervenire; intravvenire; misvenire; pervenire; prevenire; provenire; riconvenire; rinvenire; risovvenire; rivenire; sconvenire; sopravvenire; sorvenire; sovvenire; svenire |
| 2ª                   | vincere      | avvincere; convincere; evincere; rivincere; sopravvincere; stravincere |
| 2ª                   | vivere       | convivere; rivivere; sopravvivere |
| 2ª                   | volere       | benvolere; disvolere; malvolere; rivolere; stravolere; svolere |
| 2ª                   | volgere      | avvolgere; capovolgere; circonvolgere; coinvolgere; convolgere; disinvolgere; disvolgere; involgere; ravvolgere; riavvolgere; rinvolgere; rivolgere; sconvolgere; stravolgere; svolgere; travolgere |

* Verbi non propriamente irregolari

## Prima coniugazione
Come in lingua francese, verbo praticamente sovrabbondante per la compresenza di due radici tematiche, etimologicamente diverse, nell'indicativo e del congiuntivo presente: and- dall'etimo incerto che però forma coniugazioni regolari, e vad- radice suppletiva dal latino vadĕre
- Presente: vado (o vo[3]), vai, va, andiamo, andate, vanno

Arcaiche le forme ando, andi, anda e andano. Antiquato vadi da cui vai.
- Futuro: andrò, andrai, andrà, andremo, andrete, andranno

Desuete o popolari le forme non sincopate: anderò, anderai ecc.
- Congiuntivo presente: vada, vada, vada, andiamo, andiate, vadano

Arcaici, ma oggi tipici soltanto dell'uso semicolto: vadi e vadino.
- Condizionale presente: andrei, andresti, andrebbe, andremmo, andreste, andrebbero

Desuete o popolari le forme non sincopate: anderei, anderesti ecc.
- Imperativo: vai o va' o va

Si coniugano come andare:
- Oltrandare[5]: 'passare oltre', nelle voci con radice vad- viene anteposta la lettera -a-: ind. oltravado, oltravai,...; cong. oltravada, oltravadano[6].
- Riandare: solo nel significato di 'andare di nuovo' (intransitivo); lo stesso verbo si coniuga però regolarmente nel raro significato di 'ripercorrere' (transitivo), quindi: riando, riandi, rianda; rianderò, rianderai ecc.; che io riandi, che essi riandino; rianderei, rianderai ecc.)[7].
- Trasandare: solo nel significato antico di 'esagerare' (intransitivo); ma si coniuga regolarmente nel significato di 'trascurare' (transitivo).[8]

- Presente: do[3], dai, dà, diamo, date, danno
- Passato remoto: diedi (o detti), desti, diede (o dette), demmo, deste, diedero (o dettero)

Desuete e tipiche dell'uso semicolto: dasti, dammo, daste. Poetiche le forme delle terze persone diè e diero
- Futuro: darò, darai, darà, daremo, darete, daranno
- Congiuntivo presente: dia, dia, dia, diamo, diate, diano

Arcaiche le forme dea e deano per dia e diano
- Congiuntivo imperfetto: dessi, dessi, desse, dessimo, deste, dessero

Desuete e tipiche dell'uso semicolto: dassi, dasse, dassimo, daste, dassero
- Condizionale presente: darei, daresti, darebbe, daremmo, dareste, darebbero
- Imperativo: dai o da' o da

Si coniugano come dare:
- Addarsi
- Disdare: 'cadere in bassa, in miseria o degrado morale'[9]
- Ridare
- Sdare

- Presente: sto[3], stai, sta[3], stiamo, state, stanno
- Passato remoto: stetti, stesti, stette, stemmo, steste, stettero

Tipiche dell'uso semicolto le forme stiedi, stasti, stiede, stammo, staste, stiedero
Arcaiche o poetiche le forme stei e stiei per stetti, stè e stiè per stette, stettono, sterono e stierono per stettero
- Futuro: starò, starai, starà, staremo, starete, staranno
- Congiuntivo presente: stia, stia, stia, stiamo, stiate, stiano

Arcaiche le forme stea, stei, stei e steano per stia e stiano
- Congiuntivo imperfetto: stessi, stessi, stesse, stessimo, steste, stessero

Tipiche dell'uso semicolto le forme stassi, stasse, stassimo, staste e stassero
- Condizionale presente: starei, staresti, starebbe, staremmo, stareste, starebbero
- Imperativo: stai o sta' o sta

Si coniugano come stare:
- Antistare
- Ristare
- Soprastare
- Sottostare

## Seconda coniugazione
Sono di norma irregolari e seguono gli stessi meccanismi i verbi che terminano in -cere, -gere, -gnere, -gliere e -dere (esempi: vincere, vinsi, vinto; piangere, piansi, pianto; spendere, spesi, speso). Maggiori eccezioni sono i verbi credere e vendere, entrambi regolari.

### Seconda coniugazione -ére
Giacére
- Presente: giaccio, giaci, giace, giacciamo, giacete, giacciono
- Passato remoto: giacqui, giacesti, giacque, giacemmo, giaceste, giacquero
- Congiuntivo presente: giaccia, giaccia, giaccia, giacciamo, giacciate, giacciano

Antiche le forme regolari giacei e giacetti ecc.
- Participio passato: giaciuto

Si coniugano come giacere:
- Soggiacére

Avére
Dal latino habēre che spiega l'origine della radice delle forme irregolari abb- o ebb-, e giustifica la presenza dell'h- distintiva.
- Presente: ho (o, raramente, ò), hai (o ài), ha (o à), abbiamo, avete, hanno (o ànno)

Forme arcaiche abbo (tosc.) e ho(n)e per ho, ha(n)e per ha, avemo e aviamo per abbiamo. Forme antiche poetiche aggio e aio per ho; (h)ave per ha.
- Passato remoto: ebbi, avesti, ebbe, avemmo, aveste, ebbero

Usata talvolta nella lingua popolare che in quella letteraria, per il suo valore espressivo, ebbimo per avemmo. Forme arcaiche hei per ebbi, ebbeno ed ebbono per ebbero.
- Futuro: avrò, avrai, avrà, avremo, avrete, avranno

Antiche le forme non sincopate: averò, averai ecc.; e quelle più contratte: arò, arai ecc.
- Congiuntivo presente: abbia, abbia, abbia, abbiamo, abbiate, abbiano

Forme arcaiche poetiche aggia(no) per abbia(no) (aggi per l'arcaico abbi ), aggiate per abbiate. Forme arcaiche aviate per abbiate, abbino per abbiano
- Condizionale presente: avrei, avresti, avrebbe, avremmo, avreste, avrebbero

Poetiche avria(no) per avrei e avrebbe(ro). Antiche le forme non sincopate: averei (averia), averesti ecc., e quelle più contratte arei (aria), aresti ecc
Per i tempi indefiniti si segnalano gli arcaici: abbiente, abbiuto, abbiendo
Si coniugano come avere:
- Riavére, Calére

Verbo attestato solo alla terza persona singolare.
- Presente: cale
- Imperfetto: caleva
- Passato remoto: calse
- Congiuntivo presente: caglia
- Participio passato: caluto

Dolére
- Presente: dolgo, duoli, duole, do(g)liamo*, dolete, dolgono

Poetiche le forme doglio(no) per dolgo(no), dole per duole
- Passato remoto: dolsi, dolesti, dolse, dolemmo, doleste, dolsero

Arcaiche le forme in dolv- e dolf- per dolsi e dolse.
- Futuro: dorrò, dorrai, dorrà, dorremo, dorrete, dorranno

Antiche le forme non sincopate: dolerò, dolerai ecc.
- Congiuntivo presente: dolga, dolga, dolga, doliamo*, doliate*, dolgano

Poetiche le forme doglia(no) per dolga(no).
- Condizionale presente: dorrei, dorresti, dorrebbe, dorremmo, dorreste, dorrebbero

Antiche le forme non sincopate: dolerei, doleresti ecc,; poetiche dorria(no) per dorrei e dorrebbe(ro).
- Antiche le forme: dogliente per dolente; dolto per doluto; dogliendo per dolendo

Desuete le grafie con -gl-
Si coniugano come dolere:
- Condolére
- Sdolére

Dovére
Dal latino debēre che spiega l'origine della radice debb- da cui anche dobb-, e anche dell'antica forma devere, da cui la radice dev-, di cui si hanno tracce di un uso antico in tutte le forme con sostituzione di do- in de- anche con le varianti desinenziali antiche o poetiche.
- Presente: devo (o debbo), devi, deve, dobbiamo, dovete, devono (o debbono)

Poetiche le forme antiche deo(no) per devo(no), e deggio(no) per debbo(no); dei per devi; dee per deve; denno per devono.
Arcaiche le forme debbe per deve; debbeno per debbono; doviamo per dobbiamo
- Futuro: dovrò, dovrai, dovrà, dovremo, dovrete, dovranno

Antiche le forme non sincopate: dovero, doverai ecc.
- Congiuntivo presente: debba (o, rarissimo, deva), debba (deva), debba (deva), dobbiamo, dobbiate, debbano (o devano)

Poetiche le forme antiche dea(no) per deva(no), e deggia(no) per debba(no); deggiamo per debbiamo; deggiate per debbiate.
Antiche le forme debbia(no) per debba(no).
- Condizionale presente: dovrei, dovresti, dovrebbe, dovremmo, dovreste, dovrebbero

Antiche le forme non sincopate: doverei, doveresti ecc.
- Arcaiche le forme: debito per dovuto; dobbiendo per dovendo

Si coniugano come dovere:
- Ridovére

Parére
- Presente: paio, pari, pare, paiamo, parete, paiono

Antiche le forme paro(no) per paio(no) e pariamo per paiamo
- Passato remoto: parvi, paresti, parve, paremmo, pareste, parvero

Antiche le forme parsi per parvi e parse(ro) per parve(ro)
- Futuro: parrò, parrai, parrà, parremo, parrete, parranno

Antiche le forme non sincopate: parerò, parerai ecc.
- Congiuntivo presente: paia, paia, paia, paiamo, paiate, paianoAntiche le forme: para, ..., pariamo ecc.
- Condizionale presente: parrei, parresti, parrebbe, parremmo, parreste, parrebbero

Antiche le forme non sincopate: parerei, pareresti ecc.
- Participio presente: parvente
- Participio passato: parso

Desueta la forma regolare paruto
Piacére
- Presente: piaccio, piaci, piace, piacciamo, piacete, piacciono
- Passato remoto: piacqui, piacesti, piacque, piacemmo, piaceste, piacquero

Antiche le forme regolari: piacei e piacetti ecc.
- Congiuntivo presente: piaccia, piaccia, piaccia, piacciamo, piacciate, piacciano

Si coniugano come piacere:
- Compiacére
- Dispiacére
- Scompiacére
- Spiacére

Potére
- Presente: posso, puoi, può, possiamo, potete, possono

Antiche le forme: p(u)ote, puole per può; potiamo, potemo, possemo per possiamo; possete per potete; p(u)onno per possono
- Futuro: potrò, potrai, potrà, potremo, potrete, potranno

Antiche forme non sincopate poterò, poterai ecc. e quelle più sincopate porò, porai.
- Congiuntivo presente: possa, possa, possa, possiamo, possiate, possano

Antiche le forme (tu) possi per possa; potiamo per possiamo
- Condizionale presente: potrei, potresti, potrebbe, potremmo, potreste, potrebberoAntiche forme non sincopate poterei, poteresti ecc. e quelle più sincopate porei, poresti ecc. poetiche le forme potria(no) (poria(no)) per potrò e potrebbe(ro)

Antiche le forme: nell'imperfetto possea per potevo, potìe(no) per poteva(no); passato remoto potetti e possetti ecc.; possuto, possendo
Rimanére
- Presente: rimango, rimani, rimane, rimaniamo, rimanete, rimangono

Antiche le forme poetiche: rimagno(no) per rimango(no), rimagn(i)amo per rimaniamo
- Passato remoto: rimasi, rimanesti, rimase, rimanemmo, rimaneste, rimasero

Antiche le forme regolari rimanei ecc.
- Futuro: rimarrò, rimarrai, rimarrà, rimarremo, rimarrete, rimarranno

Antiche le forme non sincopate: rimanerò, rimanerai ecc.
- Congiuntivo presente: rimanga, rimanga, rimanga, rimaniamo, rimaniate, rimangano
- Condizionale presente: rimarrei, rimarresti, rimarrebbe, rimarremmo, rimarreste, rimarrebbero

Antiche le forme non sincopate: rimanerei, rimaneresti ecc.
- Participio passato: rimasto

Antica e poetica la forma rimaso
Si coniugano come rimanere:
- Permanére: al participio passato permaso (raro) Antichi i passati sigmatici permansi ecc. e il participio permanso

Sapére
- Presente: so, sai, sa, sappiamo, sapete, sanno
- Imperfetto: sapevo, sapevi, sapeva, sapevamo, sapevate, sapevano
- Passato remoto: seppi, sapesti, seppe, sapemmo, sapeste, seppero
- Futuro: saprò, saprai, saprà, sapremo, saprete, sapranno
- Congiuntivo presente: sappia, sappiamo, sappiate, sappiano
- Condizionale presente: saprei, sapresti, saprebbe, sapremmo, sapreste, saprebber
- Imperativo: sappi, sappia, sappiamo, sappiate, sappiano
- Participio presente: sapiente

Si coniugano come sapere:
- Consapére
- Risapére
- Strasapére

Solére
- Presente: soglio, suoli, suole, sogliamo, solete, sogliono
- Congiuntivo presente: soglia, soglia, soglia, sogliamo, sogliate, sogliano
- Imperativo: sogli, soglia, sogliamo, sogliate, sogliano
- Participio passato: solito

Tacére
- Presente: taccio, taci, tace, tacciamo, tacete, tacciono
- Passato remoto: tacqui, tacesti, tacque, tacemmo, taceste, tacquero
- Congiuntivo presente: taccia, tacciamo, tacciate, tacciano

Si coniugano come tacere:
- Sottacére

Tenére
- Presente: tengo, tieni, tiene, teniamo, tenete, tengono
- Passato remoto: tenni, tenesti, tenne, tenemmo, teneste, tennero
- Futuro: terrò, terrai, terrà, terremo, terrete, terranno
- Congiuntivo presente: tenga, teniamo, teniate, tengano
- Condizionale presente: terrei, terresti, terrebbe, terremmo, terreste, terrebbero

Si coniugano come tenere:
- Appartenére: variante appertenere
- Astenére
- Attenére
- Contenére
- Detenére
- Distenére
- Intertenére
- Intrattenére
- Mantenére
- Manutenére
- Ottenére
- Partenére
- Pertenére
- Rattenére
- Riottenére
- Ritenére
- Soprattenére
- Sostenére
- Trattenére

Valére
- Presente: valgo, vali, vale, valiamo, valete, valgono
- Passato remoto: valsi, valesti, valse, valemmo, valeste, valsero
- Futuro: varrò, varrai, varrà, varremo, varreste, varrebbero
- Congiuntivo presente: valga, valiamo, valiate, valgano
- Condizionale presente: varrei, varresti, varrebbe, varremmo, varreste, varrebbero
- Participio passato: valso

Si coniugano come valere:
- Avvalérsi
- Contravvalére
- Disvalere
- Equivalére
- Invalére
- Prevalére
- Rivalére

Volére
- Presente: voglio, vuoi, vuole, vogliamo, volete, vogliono
- Passato remoto: volli, volesti, volle, volemmo, voleste, vollero
- Futuro: vorrò, vorrai, vorrà, vorremo, vorrete, vorranno
- Congiuntivo presente: voglia, vogliamo, vogliate, vogliano
- Condizionale presente: vorrei, vorresti, vorrebbe, vorremmo, vorreste, vorrebbero

Si coniugano come volere:
- Benvolére
- Disvolére
- Malvolére
- Rivolére
- Stravolére
- Svolére

### Seconda coniugazione -ndere
- Passato remoto: accesi, accendesti, accese, accendemmo, accendeste, accesero
Anticamente in poesia presenti anche i latinismi: ancensi, accense e accensero.
- Participio passato: acceso
Anticamente in poesia presenti anche il latinismo: ancenso.

Si coniugano come accendere:
- Incèndere
- Raccèndere
- Riaccèndere

- Passato remoto: appesi, appendesti, appese, appendemmo, appendeste, appesero
- Participio passato: appeso

Si coniugano come appendere:
- Dipèndere: variante dependere
- Dispèndere
- Impèndere
- Propèndere: presenti anche le forme regolari propendei e propendetti ecc., e il participio propenduto.
- Riappèndere
- Sopraspèndere
- Sospèndere: variante suspendere
- Spéndere
- Vilipéndere

- Passato remoto: ascosi, ascondesti, ascose, ascondemmo, ascondeste, ascosero.
- Participio passato: ascoso

Antica la forma ascosto. Si coniugano come ascondere:
- Disascóndere
- Nascóndere: Participio pass. nascosto (poet. nascoso).

- Passato remoto: contusi, contundesti, contuse, contundemmo, contundeste, contusero
- Participio passato: contuso

Si coniugano come contundere:
- ottùndere

- Passato remoto: difesi, difendesti, difese, difendemmo, difendeste, difesero
- Participio passato: difeso

Si coniugano come difendere:
- Offèndere

- Passato remoto: fusi, fondesti, fuse, fondemmo, fondeste, fusero

desuete le forme regolari fondei ecc.
- Participio passato: fuso.

desuete la forma regolare fonduto ecc.
Si coniugano come fondere:
- Circonfóndere
- Confóndere
- Diffóndere
- Effóndere
- Infóndere
- Perfóndere
- Profóndere
- Radiodiffóndere
- Reinfóndere
- Rifóndere
- Scoffóndere
- Soffóndere: variante suffondere
- Telediffóndere
- Trasfóndere: variante transfondere

- Passato remoto: presi, prendesti, prese, prendemmo, prendeste, presero

Antiche le forme regolari prendei e prendetti ecc.
- Participio passato: preso

Si coniugano come prendere:
- Apprèndere
- Comprèndere
- Disapprèndere
- Imprèndere
- Intraprèndere
- Rapprèndere
- Riprèndere
- Sorprèndere

- Passato remoto: spansi o spandei, spandesti, spanse o spandé, spandemmo, spandeste, spansero o spanderono
- Participio passato: spanto o spanduto

Si coniugano come spandere:
- Espàndere: participio passato espanso

- Passato remoto: spesi, spendesti, spese, spendemmo, spendeste, spesero
- Participio passato: speso

### Seconda coniugazione -dere
- Passato remoto: acclusi, accludesti, accluse, accludemmo, accludeste, acclusero
- Participio passato: accluso

Si coniugano come accludere:
- Conclùdere: variante conchiuso
- Esclùdere
- Inclùdere
- Interclùdere
- Occlùdere
- Preclùdere
- Reclùdere
- Sconclùdere

- Passato remoto: scesi, scendesti, scese, scendemmo, scendeste, scesero
- Participio passato: sceso

Si coniugano come scendere:
- Accondiscèndere
- Ascèndere
- Condiscèndere: variante condescendere
- Conscèndere
- Discèndere
- Discoscèndere
- Ridiscèndere
- Saliscèndere
- Scoscèndere
- Trascèndere: variante transcendere

- Passato remoto: scissi, scindesti, scisse, scindemmo, scindeste, scissero
- Participio passato: scisso

Si coniugano come scindere:
- Discìndere
- Piroscìndere
- Prescìndere
- Rescìndere

- Passato remoto: resi, rendesti, rese, rendemmo, rendeste, resero

Antiche e letterarie le forme regolari rendei e rendetti ecc.
- Participio passato: reso

Antica la forma regolare renduto
Si coniugano come rendere:
- Arrèndere

- Passato remoto: allusi, alludesti, alluse, alludemmo, alludeste, allusero
- Participio passato: alluso

Si coniugano come alludere:
- Collùdere
- Delùdere
- Disillùdere
- Elùdere
- Illùdere
- Interlùdere
- Prelùdere
- Prolùdere

- Passato remoto: ancisi, ancidesti, ancise, ancidemmo, ancideste, ancisero
- Participio passato: anciso

Si coniugano come ancidere:
- Accìdere
- Cinconcìdere: variante circuncìdere
- Coincìdere
- Decìdere
- Escìdere:[10] participio anche escisso
- Incìdere
- Intercìdere
- Precìdere
- Recìdere: variante ricidere
- Reincìdere
- Succìdere
- Uccìdere: varianti accidere, aucidere, occidere; nella letteratura poetica antica sono presenti rare forme sincopate del futuro (uccidrò ecc.) e del condizionale (uccidrei ecc.) mai attestatesi.

- Passato remoto: arsi, ardesti, arse, ardemmo, ardeste, arsero
- Participio passato: arso

Arcaiche le forme non sincopate del futuro: ardrò, ardrai ecc.
Si coniugano come ardere:
- Riàrdere

- Participio passato: arroto

- Passato remoto: assisi, assidesti, assise, assidemmo, assideste, assisero
- Participio passato: assiso

- Passato remoto: chiesi, chiedesti, chiese, chiedemmo, chiedeste, chiesero

Arcaiche le forme regolari chiedetti e chiedei ecc.
- Participio passato: chiesto

Arcaica la forma chieduto.
- Desuete le forme, un tempo d'uso letterario, con tema in chegg-: chieggo(no) per chiedo(no); chiagga(no) per chieda(no); chieggente per chiedente, chieggendo per chiedendo; antiche le medesime forme in chieggi- ecc. e quelle ancora più arcaiche in cheggi- ecc.

Si coniugano come chiedere:
- Dischièdere
- Inchièdere
- Richièdere

- Passato remoto: chiusi, chiudesti, chiuse, chiudemmo, chiudeste, chiusero
- Participio passato: chiuso
- Arcaiche le forme con tema in chiugg-: chiuggo(no) per chiudo(no); chiugga(no) per chiuda(no).

Si coniugano come chiudere:
- Acchiùdere
- Conchiùdere
- Dischiùdere
- Inchiùdere
- Ischiùdere
- Racchiùdere
- Richiùdere
- Rinchiùdere
- Schiùdere
- Socchiùdere

Concèdere
- Passato remoto: concessi (concedetti o concedei), concedesti, concesse (concedette o concedé), concedemmo, concedeste, concessero (concedettero o concederono)
- Participio passato: concesso (o conceduto)

Si coniugano come concedere:
- Succèdere: ubique le forme forti in success- per i tre nuclei di significato principali: 'subentrare', 'seguire' e 'accadere'; tipiche dei primi due le forme regolari deboli. Oggi va, però, nettamente differenziandosi il significato, destinando le forme forti alla sola accezione di 'accadere', e quelle deboli agli altri significati.
- Retrocèdere: per il DOP il participio retroceduto sono nell'uso intransitivo[11]

- Passato remoto: conquisi, conquidesti, conquise, conquidemmo, conquideste, conquisero
- Participio passato: conquiso

- Passato remoto: detrusi, detrudesti, detruse, detrudemmo, detrudeste, detrusero
- Participio passato: detruso

Si coniugano come detrudere:
- Estrùdere
- Intrùdere
- Protrùdere

- Passato remoto: divisi, dividesti, divise, dividemmo, divideste, divisero

Desuete le forme regolari dividei e dividetti ecc.
- Participio passato: diviso.

Antica la forma regolare dividuto.
Si coniugano come dividere:
- Condivìdere
- Ridivìdere
- Suddivìdere: variante sottodividere

- Passato remoto: elisi, elidesti, elise, elidemmo, elideste, elisero
- Participio passato: eliso

Si coniugano come elidere:
- Allìdere
- Collìdere

- Passato remoto: esplosi, esplodesti, esplose, esplodemmo, esplodeste, esplosero
- Participio passato: esploso

Si coniugano come esplodere:
- Implódere
- Riesplódere

- Passato remoto: evasi, evadesti, evase, evademmo, evadeste, evasero
- Participio passato: evaso

Si coniugano come evadere:
- Invàdere
- Pervàdere

- Futuro: godrò (o goderò), godrai (o goderai), godrà (o goderà), godremo (o goderemo), godrete (o goderete), godranno (o goderanno)
- Condizionale presente: godrei (o goderei), godresti (o goderesti), godrebbe (o goderebbe), godremmo (o goderemo), godreste (o godereste), godrebbero (o goderebbero)

Si coniugano come godere:
- Sgodére
- Stragodére

- Passato remoto: intrisi, intridesti, intrise, intridemmo, intrideste, intrisero
- Participio passato: intriso

- Passato remoto: lesi, ledesti, lese, ledemmo, ledeste, lesero
- Participio passato: leso

- Passato remoto: morsi, mordesti, morse, mordemmo, mordeste, morsero
- Participio passato: morso

Antica la forma morduto
Si coniugano come mordere:
- Demordere
- Rimordere

- Passato remoto: persi (o perdei o perdetti), perdesti, perse (perdé o perdette), perdemmo, perdeste, persero (o perderono o perdettero)
- Participio passato: perso o perduto

Si coniugano come perdere:
- Dispèrdere: participio pass. solo disperso
- Spèrdere

- Passato remoto: rasi, radesti, rase, rademmo, radeste, rasero

Antiquate le forme regolari radei ecc.
- Participio passato: raso

Si coniugano come radere:
- Abràdere
- Eràdere

- Passato remoto: risi, ridesti, rise, ridemmo, rideste, risero
- Participio passato: riso

Si coniugano come ridere:
- Arrìdere
- Derìdere
- Irrìdere
- Sorrìdere

- Passato remoto: risposi, rispondesti, rispose, rispondemmo, rispondeste, risposero

Antiche le forme regolari rispondei ecc.; e i sigmatici col dittongo mobile rispuosi ecc.
- Participio passato: risposto

Si coniugano come rispondere:
- Corrispóndere

- Passato remoto: rosi, rodesti, rose, rodemmo, rodeste, rosero
- Participio passato: roso

Si coniugano come rodere:
- Corródere
- Eródere

Nel resto delle coniugazione è possibile solo la radice monottongata sed-, conformemente alla regola del dittongo mobile, in tutto è prevista, la quale sarebbe preferibile anche nel futuro semplice e nel condizionale, pur essendo oggi ormai prevalente la radice dittongata sied-.
- Presente: siedo (lett. seggo), siedi, siede, sediamo, sedete, siedono (lett. seggono)
- Futuro: s(i)ederò, s(i)ederai, s(i)ederà, s(i)ederemo, s(i)ederete, s(i)ederanno
- Congiuntivo presente: sieda (lett segga), sieda (lett segga), sieda (lett segga), sediamo, sediate, siedano (lett. seggano)
- Condizionale presente: s(i)ederei, s(i)ederei, s(i)ederebbe, s(i)ederemmo, s(i)edereste, s(i)ederebbero

Si coniugano come sedere:
- Compossedére
- Presedére
- Possedére
- Risedére
- Soprassedére: non possiede le varianti in -segg-.
- Spossedére

- Passato remoto: suasi, suadesti, suase, suademmo, suadeste, suasero
- Participio passato: suaso

Si coniugano come suadere:
- Dissuadére
- Persuadére

- Passato remoto: tesi, tendesti, tese, tendemmo, tendeste, tesero
- Participio passato: teso

Si coniugano come tendere:
- Attèndere
- Contèndere
- Disattèndere
- Disintèndere
- Distèndere
- Estèndere
- Fraintèndere: variante frantendere, traintendere
- Intèndere
- Malintèndere
- Ostèndere: part. pass. solo il raro ostenso[12]
- Pretèndere
- Protèndere
- Prostèndere
- Riattèndere
- Soprintèndere: varianti sopraintendere, sovrintendere
- Sottèndere
- Sottintèndere
- Stèndere

- Passato remoto: vidi, vedesti, vide, vedemmo, vedeste, videro
- Futuro: vedrò, vedrai, vedrà, vedremo, vedrete, vedranno
- Condizionale presente: vedrei, vedresti, vedrebbe, vedremmo, vedreste, vedrebbero
- Participio passato: visto o veduto

Si coniugano come vedere:
- Antivedére
- Avvedérsi: participio avveduto; al futuro e al condizionale anche avvederò ecc... e avvederei ecc...
- Disvedére
- Divedére
- Intravedére: al futuro e al condizionale anche intravederò ecc... e intravederei ecc...
- Malvedére
- Prevedére: al futuro e al condizionale anche prevederò ecc... e prevederei ecc...
- Provvedére: al futuro e al condizionale anche provvederò ecc... e provvederei ecc...
- Ravvedérsi: participio ravveduto; al futuro e al condizionale anche ravvederò ecc... e ravvederei ecc...
- Rivedére: variante revedere
- Sopravvedére
- Sprovvedére
- Stravedére: al futuro e al condizionale anche stravederò ecc... e stravederei ecc...
- Travedére: variante transvedere, trasvedere

### Seconda coniugazione -gere
- Passato remoto: accorsi, accorgesti, accorse, accorgemmo, accorgeste, accorsero
- Participio passato: accorto

Si coniugano come accorgere:
- Raccòrgersi
- Scòrgere

### Seconda coniugazione, varie
Dal latino ad- ducĕre alla base della forma arcaica adducere, che spiega le radici in adduc-, successivamente sincopato in addurre, stesso fenomeno alla base del futuro e del condizionale.
- Presente: adduco, adduci, adduce, adduciamo, adducete, adducono
- Imperfetto: adducevo, adducevi, adduceva, adduciamo, adducevate, adducevano
- Passato remoto: addussi, adducesti, addusse, adducemmo, adduceste, addussero
- Futuro: addurrò, addurrai, addurrà, addurremo, addurrete, addurranno

Antiche le forme non sincopate: adducerò, adducerai ecc.
- Congiuntivo presente: adduca, adduca, adduca, adduciamo, adduciate, adducano
- Congiuntivo imperfetto: adducessi, adducessi, adducesse, adducessimo, adduceste, adducessero
- Condizionale presente: addurrei, addurresti, addurrebbe, addurremmo, addurreste, addurrebbero

Antiche le forme non sincopate: adducerei, adduceresti ecc.
- Participio presente: adducente
- Participio passato: addotto

Antico o poetico: addutto.
- Gerundio: adducendo

Si coniugano come addurre:
- Abdùrre
- Circondùrre
- Condùrre
- Coprodùrre
- Dedùrre
- Edùrre
- Indùrre
- Introdùrre
- Manodùrre
- Perdùrre
- Prededùrre
- Prodùrre
- Raddùrre
- Reintrodùrre
- Ricondùrre
- Ridùrre
- Riprodùrre
- Ritradùrre
- Sedùrre
- Soddùrre
- Tradùrre
- Trasdùrre

Non si tratta propriamente di un verbo irregolare, ma del paradigma misto di due verbi corradicali di seconda e terza coniugazione (adempire), le cui forme del primo hanno predominato nei presenti (anche se le forme incoative in -isc- sono comunque valide), mentre quelle dell'altro nei restanti tempi dove sono caldeggiate.
- Presente: adempio (o adempisco), adempi (o adempisci), adempie (o adempisce), adempiamo, adempi(e)te, adempiono (o adempiscono)
- Imperfetto: adempi(e)vo, adempi(e)vi, adempi(e)va, adempi(e)vamo, adempi(e)vate, adempi(e)vono
- Passato remoto: adempi(e)i, adempi(e)sti, adempì(é), adempi(e)mmo, adempi(e)ste, adempi(e)rono
- Futuro: adempi(e)rò, adempi(e)rai, adempi(e)rà, adempi(e)remo, adempi(e)rete, adempi(e)rono
- Congiuntivo presente: adempia (o adempisca), adempia (o adempisca), adempia (o adempisca), adempiamo, adempiate, adempiano (o adempiscano)
- Congiuntivo imperfetto: adempi(e)ssi, adempi(e)ssi, adempi(e)sse, adempi(e)ssimo, adempi(e)ste, adempi(e)ssero
- Condizionale presente: adempi(e)rei, adempi(e)resti, adempi(e)rebbe, adempi(e)remmo, adempi(e)reste, adempi(e)rebbero
- Participio presente: adempiente
- Participio passato: adempiuto o adempito
- Gerundio: adempiendo

Si coniugano come adempiere:
- Cómpiere col corradicale di compire seguono la medesima coniugazione e le medesime raccomandazioni che valgono adempiere e adempire, con la sola limitazioni nelle voci in -isc- e il participio compito non possono essere usati col significato di «eseguire».[13]

- Passato remoto: afflissi, affliggesti, afflisse, affliggemmo, affliggeste, afflissero
- Participio passato: afflitto

Si coniugano come affliggere:
- Inflìggere
- Conflìggere

- Passato remoto: alsi, algesti, alse, algemmo, algeste, alsero

Verbo non attestato in nessun altro tempo
- Passato remoto: annettei (o annessi), annettesti, annetté (o annesse), annettemmo, annetteste, annetterono (o annessero)
- Participio passato: annesso

Si coniugano come annettere:
- Connéttere
- Disconnéttere
- Interconnéttere
- Riannéttere
- Riconnéttere
- Sconnéttere

- Passato remoto: arrosi, arrodesti, arrose, arrodemmo, arrodeste, arrosero.[14]

Per spiegare la desinenza -ito nel participio, Mastrofini avanzi l'ipotesi che sia esistita una variante alla terza coniugazione *assistire diffuso a livello popolare ma non attestatosi nella lingua letteraria.
- Participio passato: assistito

Si coniugano come assistere:
- Coesìstere
- Consìstere
- Desìstere
- Esìstere
- Inesìstere
- Insìstere
- Preesìstere
- Persìstere
- Resìstere
- Servoassìstere
- Sussìstere

- Passato remoto: assolsi o assolvei (o assolvetti), assolvesti, assolse o assolvé (o assolvette), assolvemmo, assolveste, assolsero o assolverono (o assolvettero)
- Participio passato: assolto

Antiquato il participio assoluto.
Si coniugano come assolvere:
- Asciolvere
- Dissòlvere
- Risòlvere: equivalenti risolto (o risoluto); variante resoluto.

- Passato remoto: assursi, assurgesti, assurse, assurgemmo, assurgeste, assursero
- Participio passato: assurto

Si coniugano come assurgere:
- Consùrgere

- Passato remoto: avùlsi, avellésti, avùlse, avellemmo, avelleste, avùlsero
- Participio passato: avulso

Si coniugano come avellere:
- Convèllere

Dal latino habēre che spiega l'origine della radice delle forme irregolari abb- o ebb-, e giustifica la presenza dell'h- distintiva.
- Presente: ho (o, raramente, ò), hai (o ài), ha (o à), abbiamo, avete, hanno (o ànno)

Forme arcaiche abbo (tosc.) e ho(n)e per ho, ha(n)e per ha, avemo e aviamo per abbiamo. Forme antiche poetiche aggio e aio per ho; (h)ave per ha.
- Passato remoto: ebbi, avesti, ebbe, avemmo, aveste, ebbero

Usata talvolta nella lingua popolare che in quella letteraria, per il suo valore espressivo, ebbimo per avemmo. Forme arcaiche hei per ebbi, ebbeno ed ebbono per ebbero.
- Futuro: avrò, avrai, avrà, avremo, avrete, avranno

Antiche le forme non sincopate: averò, averai ecc.; e quelle più contratte: arò, arai ecc.
- Congiuntivo presente: abbia, abbia, abbia, abbiamo, abbiate, abbiano

Forme arcaiche poetiche aggia(no) per abbia(no) (aggi per l'arcaico abbi ), aggiate per abbiate. Forme arcaiche aviate per abbiate, abbino per abbiano
- Condizionale presente: avrei, avresti, avrebbe, avremmo, avreste, avrebbero

Poetiche avria(no) per avrei e avrebbe(ro). Antiche le forme non sincopate: averei (averia), averesti ecc., e quelle più contratte arei (aria), aresti ecc 
Per i tempi indefiniti si segnalano gli arcaici: abbiente, abbiuto, abbiendo
Si coniugano come avere:
- Riavère

- Participio passato: averso

Si coniugano come avertere:
- Controvèrtere: all'imperfetto usato più spesso alla terza coniugazione (controvertiva) anziché alla seconda (controverteva)
- Estrovèrtere: anche estrovertito.
- Evèrtere
- Introvèrtere: anche introvertito al presente anche introvertisco, introvertisci, introvertisce, introvertiscono; difettivo del pass. rem.

Sincope dell'antico bévere da cui l'attuale radice bev- presente in tutti i tempi non sincopati.
- Presente: bevo, bevi, beve, beviamo, bevete, bevono

Antiche le forme sincopate: beo, bei ecc., anche beemo da bevemo.
- Imperfetto: bevevo, bevevi, beveva, bevevamo, bevevate, bevevano

Antiche le forme sincopate: beeva (da io beveva), beevi ecc., e poetiche beea(no) da bevea(no).
- Passato remoto: bevvi (o bevetti o bevei), bevesti, bevve (o bevette o bevé), bevemmo, beveste, bevvero (o bevettero, o beverono)

Poetiche le forme con radice bebb- in luogo di bevv-.
- Futuro: berrò, berrai, berrà, berremo, berrete, berranno

Disusate le forme non sincopate: beverò, beverai ecc. a cui si aggiungono le antiche regolari berò, berai ecc.
- Congiuntivo presente: beva, beva, beva, beviamo, beviate, bevano

Antiche le forme sincopate: bea, ..., beiamo ecc.
- Congiuntivo imperfetto: bevessi, bevessi, bevesse, bevessimo, beveste, bevessero

Antiche le forme sincopate: beessi, ..., beesse ecc.
- Condizionale presente: berrei, berresti, berrebbe, berremmo, berreste, berrebbero

Disusate le forme non sincopate: beverei, beveresti ecc., a cui si aggiungono le antiche regolari berei, beresti ecc., da cui derivano rispettivamente le forme poetiche beveria(no) e beria(no).
- Participio presente: bevente

Antica la forma sincopata: beente.
- Participio passato: bevuto

Antica la forma sincopata: beuto.
- Gerundio: bevendo

Antica la forma sincopata: beendo.
Si coniugano come bere:
- Ribère
- Strabère
- Trabère

### Seconda coniugazione C-D
Verbo attestato solo alla terza persona singolare.
- Presente: cale
- Imperfetto: caleva
- Passato remoto: calse
- Congiuntivo presente: caglia
- Participio passato: caluto

Variante antica 
 da cui il participio.
- Participio passato: cernito

Si coniugano come cernere:
- Decèrnere: participio decreto
- Discèrnere: participio discreto
- Ricèrnere
- Secèrnere: participio secreto
- Scèrnere: nel passato remoto, accanto ai regolari, anche: scersi, scerse e scersero.

Variante antica cignere con -gn- al posto di -ng- davanti alle desinenze inizianti per i- e e-.
- Passato remoto: cinsi, cingesti, cinse, cingemmo, cingeste, cinsero
- Condizionale presente: cinto

Si coniugano come cingere:
- Accìngere: variante accignere
- Discìngere: variante discignere
- Incìngere: variante incignere
- Precìngere
- Recìngere
- Ricìngere: variante scignere
- Scìngere: variante scignere
- Succìngere: variante soccingere

In passato usato anche con la sua variante sincopata corre.
- Presente: colgo, cogli, coglie, cogliamo, cogliete, colgono

Antiche le forme coglio(no) per colgo(no). Poetica la forma coi per cogli
- Passato remoto: colsi, cogliesti, colse, cogliemmo, coglieste, colsero
- Congiuntivo presente: colga, colga, colga, cogliamo, cogliate, colgano

Antiche le forme coglia(no) per colga(no).
- Participio passato: colto
- Antiche le forme sincopate del futuro: corrò, corrai ecc.: e del condizionale: correi (poet. corria) corresti ecc.

Si coniugano come cogliere:
- Accògliere: variante accorre
- Incògliere: variante incorre
- Raccògliere: variante raccorre
- Ricògliere: variante ricorre

- Passato remoto: comburetti'/comburei', "comburesti, comburetti'/comburè', "comburemmo", "combureste", comburettero
- Participio passato: combusto

- Passato remoto: compressi, comprimesti, compresse, comprimemmo, comprimeste, compressero
- Participio passato: compresso

Si coniugano come comprimere:
- Decomprìmere
- Deprìmere
- Dereprìmere
- Esprìmere
- Imprìmere
- Opprìmere: per il passato remoto possibili anche le forme regolari opprimetti o opprimei, opprimette o opprimé, opprimettero; participio antico opprimuto.
- Precomprìmere
- Reimprìmere
- Reprìmere
- Ricomprìmere
- Rimprìmere
- Sopprìmere

La radice conobb- deriva dal novi con mutazione di -v- in -b- ecc. Varianti antiche 
, 
- Passato remoto: conobbi, conoscesti, conobbe, conoscemmo, conosceste, conobbero.

Arcaiche le forme regolari: conoscei e conoscetti ecc.
Si coniugano come conoscere:
- Antisconóscere
- Disconóscere
- Misconóscere
- Preconóscere
- Riconóscere
- Sconóscere

- Participio passato: contessuto o (lett. contesto)

Si coniugano come contessere:
- Intèssere

- Passato remoto: conversi (o convergetti o convergei), convergesti, converse (o convergette o convergé), convergemmo, convergeste, conversero (o convergettero o convergerono)
- Participio passato: converso (rarissimo): in genere, verbo considerato difettivo.[16]

Si coniugano come convergere:
- Divergere
- Vergere

- Passato remoto: corsi, corresti, corse, corremmo, correste, corsero
- Participio passato: corso

Si coniugano come correre:
- Accórrere
- Concórrere
- Cooccòrrere
- Decòrrere
- Discòrrere
- Incòrrere
- Intercòrrere
- Occòrrere
- Percòrrere
- Precòrrere
- Ricòrrere
- Rincòrrere
- Riprecòrrere
- Scòrrere
- Soccòrrere
- Trascòrrere: variante transcorrere

La radice crebb- come evoluzione della latina crev-.
- Passato remoto: crebbi, crescesti, crebbe, crescemmo, cresceste, crebbero

Arcaiche le forme regolari crescei e crescetti ecc.
Si coniugano come crescere:
- Accréscere
- Concréscere
- Discréscere
- Decréscere
- Incréscere
- Ricréscere
- Rincréscere
- Scréscere
- Sopraccréscere

Secondo la regola del dittongo mobile, in tutto il resto della coniugazione regolare sarebbe preferibile la radice coc- a quella dittongata cuoc-.
- Presente: cuocio, cuoci, cuoce, c(u)ociamo, c(u)ocete, cuociono

Antiche le forme cuoco per cuocio, e cuocono per cuociono
- Passato remoto: cossi, c(u)ocesti, cosse, c(u)ocemmo, c(u)oceste, cossero
- Congiuntivo presente: cuocia, cuocia, cuocia, c(u)ociamo, c(u)ociate, cuociano

Antiche le forme cuoca(no) (anche (tu) cuochi) per cuocia(no).
- Participio passato: cotto (raro cociuto per "rincresciuto")

Si coniugano come cuocere:
- Concuòcere
- Decuòcere
- Incuòcere
- Ricuòcere
- Scuòcere
- Stracuòcere

- Passato remoto: mancante.
- Participio passato: delinquito

- Passato remoto: devolvei o devolvetti (o devolsi), devolvesti, devolvé o devolvette (o devolse), devolvemmo, devolveste, devolverono o devolvettero (o devolsero)
- Participio passato: devoluto

Si coniugano come devolvere:
- Evòlvere
- Invòlvere: participio passato anche involto; non usati il passato remoto.

- Passato remoto: dilessi, diligesti, dilesse, diligemmo, diligeste, dilessero
- Participio passato: diletto

Si coniugano come diligere:
- Predilìgere
- Neglìgere: difettivo del presente indicativo e congiuntivo.

Variante antica dipignere con -gn- al posto di -ng- davanti alle desinenze inizianti per i- e e-)
- Passato remoto: dipinsi, dipingesti, dipinse, dipingemmo, dipingeste, dipinsero
- Participio passato: dipinto

Si coniugano come dipingere:
- Dispìngere
- Ridipìngere
- Sdipìngere

- Passato remoto: diressi, dirigesti, diresse, dirigemmo, dirigeste, diressero
- Participio passato: diretto

Anticamente anche diritto.
Si coniugano come dirigere:
- Condirìgere
- Erìgere
- Indirìgere: participio indiritto (o indiretto),
- Ridirìgere

- Passato remoto: discussi, discutesti, discusse, discutemmo, discuteste, discussero
- Participio passato: discusso

Si coniugano come discutere:
- Incùtere
- Escùtere

- Passato remoto: distinsi, distinguesti, distinse, distinguemmo, distingueste, distinsero

Antiche le forme regolari distinguetti e distinguei ecc.
- Participio passato: distinto

Si coniugano come distinguere:
- Contraddistìnguere
- Estìnguere: variante stinguere
- Suddistìnguere

- Presente: dolgo, duoli, duole, do(g)liamo*, dolete, dolgono

Poetiche le forme doglio(no) per dolgo(no), dole per duole
- Passato remoto: dolsi, dolesti, dolse, dolemmo, doleste, dolsero

Arcaiche le forme in dolv- e dolf- per dolsi e dolse.
- Futuro: dorrò, dorrai, dorrà, dorremo, dorrete, dorranno

Antiche le forme non sincopate: dolerò, dolerai ecc.
- Congiuntivo presente: dolga, dolga, dolga, doliamo*, doliate*, dolgano

Poetiche le forme doglia(no) per dolga(no).
- Condizionale presente: dorrei, dorresti, dorrebbe, dorremmo, dorreste, dorrebbero

Antiche le forme non sincopate: dolerei, doleresti ecc,; poetiche dorria(no) per dorrei e dorrebbe(ro).
- Antiche le forme: dogliente per dolente; dolto per doluto; dogliendo per dolendo

*Desuete le grafie con -gl-
Si coniugano come dolere:
- Condolére
- Sdolére

Dal latino debēre che spiega l'origine della radice debb- da cui anche dobb-, e anche dell'antica forma devere, da cui la radice dev-, di cui si hanno tracce di un uso antico in tutte le forme con sostituzione di do- in de- anche con le varianti desinenziali antiche o poetiche.
- Presente: devo (o debbo), devi, deve, dobbiamo, dovete, devono (o debbono)

Poetiche le forme antiche deo(no) per devo(no), e deggio(no) per debbo(no); dei per devi; dee per deve; denno per devono.
Arcaiche le forme debbe per deve; debbeno per debbono; doviamo per dobbiamo
- Futuro: dovrò, dovrai, dovrà, dovremo, dovrete, dovranno

Antiche le forme non sincopate: dovero, doverai ecc.
- Congiuntivo presente: debba (o, rarissimo, deva), debba (deva), debba (deva), dobbiamo, dobbiate, debbano (o devano)

Poetiche le forme antiche dea(no) per deva(no), e deggia(no) per debba(no); deggiamo per debbiamo; deggiate per debbiate.
Antiche le forme debbia(no) per debba(no).
- Condizionale presente: dovrei, dovresti, dovrebbe, dovremmo, dovreste, dovrebbero

Antiche le forme non sincopate: doverei, doveresti ecc.
- Arcaiche le forme: debito per dovuto; dobbiendo per dovendo

Si coniugano come dovere:
- Ridovére

### Seconda coniugazione E-L
- Passato remoto: eccelsi, eccellesti, eccelse, eccellemmo, eccelleste, eccelsero
- Participio passato: eccelso

Si coniugano come eccellere:
- Sovreccèllere

- Passato remoto: ersi, ergesti, erse, ergemmo, ergeste, ersero
- Participio passato: erto

Si coniugano come ergere:
- Adèrgere

- Participio passato: esatto (solo nell'uso burocratico per 'riscosso')

Il DOP segnala con riserva l'uso di esigito nel significato di 'preteso; imposto'
Si coniugano come esigere:
- Transìgere

- Participio passato: esento (raro)

Si coniugano come esimere:
- Dirìmere

- Passato remoto: espulsi, espellesti, espulse, espellemmo, espelleste, espulsero
- Participio passato: espulso

Si coniugano come espellere:
- Impèllere
- Propèllere
- Repèllere: variante ripellere

Dal latino esse da cui derivano la maggior parte delle irregolarità del verbo comprese le radici er- e fu- e fos-, queste ultime anticamente tutte in fus-
- Presente: sono, sei, è, siamo, siete, sono

Arcaiche le forme: semo o siemo per siamo; sete per siete, enno per sono
- Imperfetto: ero, eri, era, eravamo, eravate, erano

Antiche le forme: era per ero, eramo e savamo per eravamo, erate e savate per eravate
- Passato remoto: fui, fosti, fu, fummo, foste, furono

Arcaiche le forme fue per fu; e funno per furono, poetiche invece per quest'ultima: fuoro, furo o foro
- Futuro: sarò, sarai, sarà, saremo, sarete, saranno.

Arcaiche le forme primigenie: serò, serai ecc.; poetiche fia(no) e fie(no) per sarà(nno)
- Congiuntivo presente: sia, sia, sia, siamo, siate, siano

antiche le forme sii per sia (tu), e sieno per siano
- Congiuntivo imperfetto: fossi, fossi, fosse, fossimo, foste, fossero

Antiche le forme fossono e fossino per fossero
- Condizionale presente: sarei, saresti, sarebbe, saremmo, sareste, sarebbero

Poetiche le forme saria(no) o fora(no) per sarei e sarebbe(ro).
- Imperativo: sii, sia, siamo, siate, siano

- Participio passato: stato

Antico essuto e l'accorciamento suto
- Antico il gerundio sendo per essendo

Si coniugano come essere:
- Rièssere

Da sincope dell'arcaico facere (latino facĕre) - con occasionale passaggio dalla seconda alla prima coniugazione. Soltanto 3 voci impiegano desinenze della prima coniugazione, mentre ben 23 voci impiegano desinenze della seconda. Conserva spesso la vocale tematica e in alcune forme (facemmo, facevi).
- Presente: faccio (o fo[3]), fai, fa[3], facciamo, fate, fanno

Poeticamente faci e face per fai e fa
- Imperfetto: facevo, facevi, faceva, facevamo, facevate, facevano

Poeticamente fea e feano per faceva e facevano
- Passato remoto: feci, facesti, fece, facemmo, faceste, fecero

Desueto fé per fece (da cui anche le altre forme sincopate d'uso poetico: fei, festi, femmo, feste, fero o ferono o fenno); arcaico fecimo per facemmo
- Futuro: farò, farai, farà, faremo, farete, faranno
- Congiuntivo presente: faccia, faccia, faccia, facciamo, facciate, facciano
- Congiuntivo imperfetto: facessi, facessi, facesse, facessimo, faceste, facessero

Arcaiche le forme sincopate: fessi, fesse e fessero
- Condizionale presente: farei, faresti, farebbe, faremmo, fareste, farebbero
- Imperativo: fai o fa' o fa
- Participio presente: facente
- Participio passato: fatto
- Gerundio: facendo

Si coniugano come fare:
- Affarsi
- Artefare
- Assuefare
- Confarsi
- Contraffare
- Disassuefare
- Disfare: sono possibili anche le forme regolari all'indicativo presente, al congiuntivo presente, al futuro e al condizionale: dìsfo ecc... disfi ecc... disferò ecc... disferei ecc...
- Dissuefare
- Forfare
- Liquefare
- Malfare
- Mansuefare
- Misfare
- Prefare
- Putrefare
- Rarefare
- Rifare
- Satisfare
- Sfare
- Soddisfare: sono possibili anche le forme regolari all'indicativo presente, al congiuntivo presente, al futuro e al condizionale: soddìsfo ecc... soddisfi ecc... soddisferò ecc... soddisferei ecc...
- Sopraffare
- Strafare
- Stupefare
- Tepefare
- Torrefare
- Tumefare

- Passato remoto: fissi, figgesti, fisse, figgemmo, figgeste, fissero
- Participio passato: fitto

antica la forma fisso
Si coniugano come figgere:
- Affìggere: participio affisso
- Confìggere
- Crocifìggere: participio crocifisso, varianti crocefiggere e crucifiggere
- Defìggere: participiodefisso.
- Disconfìggere
- Infìggere: participio infisso
- Prefìggere: participio prefisso
- Rifìggere: participio anche rifisso
- Scalfìggere
- Sconfìggere
- Scrocifìggere: participio scrocifisso
- Suffìggere: participio suffisso
- Trafìggere

- Passato remoto: finsi, fingesti, finse, fingemmo, fingeste, finsero
- Participio passato: finto

Si coniugano come fingere:
- Confìngere
- Diffìngere
- Effìngere
- Infìngere

- Passato remoto: flettei o flessi, flettesti, fletté o flesse, flettemmo, fletteste, fletterono o flessero
- Participio passato: flesso (o, raro, flettuto)

Si coniugano come flettere:
- Circonflèttere
- Deflèttere: preferibili le forme in defless-
- Estroflèttere
- Inflèttere: preferibili le forme in infless-
- Introflèttere
- Riflèttere: nei significati transitivi di 'rimandare indietro, respingere' e 'specchiare' sono proprie le forme in rifless-; nel significato intransitivo di 'meditare' le forme in riflett-, variante reflettere

Variante antica fragnere con -gn- al posto di -ng- davanti alle desinenze inizianti per i- e e-.
- Passato remoto: fransi, frangesti, franse, frangemmo, frangeste, fransero
- Participio passato: franto

Si coniugano come frangere:
- Affràngere: variante antica affragnere
- Diffràngere
- Infràngere: variante antica infragnere
- Rifràngere: variante renfrangere
- Rinfràngere
- Sfràngere

- Passato remoto: frissi, friggesti, frisse, friggemmo, friggeste, frissero
- Participio passato: fritto

Si coniugano come friggere:
- Rifrìggere
- Sfrìggere
- Soffrìggere

- Passato remoto: fulsi, fulgesti, fulse, fulgemmo, fulgeste, fulsero
- Participio passato: mancante.

Si coniugano come fulgere:
- Circonfùlgere
- Rifùlgere: participio rifulso; variante refulgere

- Passato remoto: funsi, fungesti, funse, fungemmo, fungeste, funsero
- Participio passato: funto

Si coniugano come fungere:
- Defùngere

- Presente: giaccio, giaci, giace, giacciamo, giacete, giacciono
- Passato remoto: giacqui, giacesti, giacque, giacemmo, giaceste, giacquero
- Congiuntivo presente: giaccia, giaccia, giaccia, giacciamo, giacciate, giacciano

Antiche le forme regolari giacei e giacetti ecc.
- Participio passato: giaciuto

Si coniugano come giacere:
- Soggiacére

Variante antica giugnere con -gn- al posto di -ng- davanti alle desinenze inizianti per i- e e-.
- Passato remoto: giunsi, giungesti, giunse, giungemmo, giungeste, giunsero
- Participio passato: giunto

Si coniugano come giungere:
- Aggiùngere: variante antica aggiugnere
- Congiùngere: variante antica congiugnere
- Disgiùngere: variante antica disgiugnere
- Ingiùngere: variante antica ingiugnere
- Raggiùngere: variante antica raggiugnere
- Ricongiùngere: variante antica ricongiugnere
- Scongiùngere: variante antica scogiugnere
- Soggiùngere: variante antica sogiugnere
- Sopraggiùngere: variante sovraggiungere variante antica sovraggiugnere
- Sorgiùngere

- Passato remoto: indulsi, indulgesti, indulse, indulgemmo, indulgeste, indulsero
- Participio passato: indulto

- Passato remoto: lessi, leggesti, lesse, leggemmo, leggeste, lessero

Antiche le forme regolari: leggei ecc.
- Participio passato: letto

Antica la forma regolare: leggiuto
Si coniugano come leggere:
- Elèggere
- Intralèggere
- Preelèggere
- Rielèggere
- Rilèggere
- Stralèggere

### Seconda coniugazione M-R
- Passato remoto: misi, mettesti, mise, mettemmo, metteste, misero

Antiche le forme regolari: mettei ecc.; tipiche dell'uso toscano messi per misi e messe(ro) per mise(ro)
- Participio passato: messo

Tipica dell'uso toscano la forma misso
Si coniugano come mettere:
- Amméttere
- Comméttere
- Comprométtere
- Diméttere
- Discomméttere
- Disméttere
- Disprométtere
- Eméttere
- Estrométtere
- Fedecomméttere: variante fidecommettere
- Framméttere
- Imméttere
- Improméttere: variante empromettere
- Inframméttere
- Interméttere
- Intreméttere
- Introméttere
- Malméttere
- Manométtere: varianti manimettere, manumettere
- Ométtere
- Perméttere
- Preméttere
- Preterméttere
- Prométtere
- Radiotrasméttere
- Reimméttere
- Riamméttere
- Ricetrasméttere
- Ricomméttere
- Rieméttere
- Riméttere
- Riprométtere
- Scomméttere
- Sméttere
- Somméttere
- Sopramméttere: variante sovrammettere
- Sottométtere
- Sprométtere
- Teletrasméttere
- Traméttere
- Trasméttere
- Videotrasméttere

- Passato remoto: mersi, mergesti, merse, mergemmo, mergeste, mersero
- Participio passato: merso

Si coniugano come mergere:
- Emèrgere
- Immèrgere
- Reimmèrgere
- Riemèrgere
- Rimmèrgere
- Sommèrgere

- Passato remoto: minsi, mingesti, minse, mingemmo, mingeste, minsero
- Participio passato: mancante

Secondo la regola del dittongo mobile, in tutte le voci regolari (quindi * compresi) sarebbe da preferirsi la radice mov- in luogo di quella dittongata muov-.
- Presente: muovo, muovi, muove, m(u)oviamo*, m(u)ovete*, muovono
- Passato remoto: mossi, m(u)ovesti*, mosse, m(u)ovemmo*, m(u)oveste*, mossero

Antiche le forme regolari: movei ecc.
- Congiuntivo presente: muova, muova, muova, m(u)oviamo*, m(u)oviate*, muovano
- Participio presente: movente
- Participio passato: mosso

Antica la forma regolare: movuto
- Antiche e poetiche le forme sincopate del futuro: movrò, movrai ecc.; e del condizionale: movrei, movresti ecc.

Si coniugano come muovere:
- Commuòvere
- Dimuòvere
- Permuòvere
- Promuòvere
- Rimuòvere: variante remuovere
- Scommuòvere
- Smuòvere
- Sommuòvere

- Passato remoto: nacqui, nascesti, nacque, nascemmo, nasceste, nacquero

Antiche le forme regolari nascei e nascetti ecc.; e anche nascenno per nacquero
- Participio passato: nato

Antica la forma regolare nasciuto
Si coniugano come nascere:
- Prenascere
- Rinàscere

Secondo la regola del dittongo mobile, in tutte le voci regolari (quindi * comprese) sarebbe da preferirsi la radice noc-, in luogo di quella dittongata nuoc-, comprese le voci con doppia -cc-, nocc- (**), trattandosi di sillaba chiusa.
- Presente: n(u)occio**, nuoci, nuoce, n(u)ociamo*, n(u)ocete*, n(u)occiono**

Antiche le forme: nuoco(no) per noccio(no)
- Passato remoto: nocqui, n(u)ocesti*, nocque, n(u)ocemmo*, n(u)oceste*, nocquero

Antiche le forme regolari: nocetti ecc.
- Congiuntivo presente: n(u)occia**, n(u)occia**, n(u)occia**, n(u)ociamo*, n(u)ociate*, n(u)occiano**

Antiche le forme: nuoca(no) per noccia(no)
- Presente: paio, pari, pare, paiamo, parete, paiono

Antiche le forme paro(no) per paio(no) e pariamo per paiamo
- Passato remoto: parvi, paresti, parve, paremmo, pareste, parvero

Antiche le forme parsi per parvi e parse(ro) per parve(ro)
- Futuro: parrò, parrai, parrà, parremo, parrete, parranno

Antiche le forme non sincopate: parerò, parerai ecc.
- Congiuntivo presente: paia, paia, paia, paiamo, paiate, paiano

Antiche le forme: para, ..., pariamo ecc.
- Condizionale presente: parrei, parresti, parrebbe, parremmo, parreste, parrebbero

Antiche le forme non sincopate: parerei, pareresti ecc.
- Participio presente: parvente
- Participio passato: parso

Desueta la forma regolare paruto
Secondo la regola del dittongo mobile, in tutte le voci regolari (quindi * compresi) sarebbe da preferirsi la radice -cot- in luogo di quella dittongata -cuot-.
- Presente: percuoto, percuoti, percuote, perc(u)otiamo*, perc(u)otete*, percuotono
- Passato remoto: percossi, perc(u)otesti*, percosse, perc(u)otemmo*, perc(u)oteste*, percossero

Antiche le forme regolari: scotei ecc.
- Congiuntivo presente: percuota, percuota, percuota, perc(u)otiamo*, perc(u)otiate*, percuotano
- Participio passato: percosso

Antica la forma: percusso
Si coniugano come percuotere:
- Ripercuòtere
- Riscuòtere
- Scuòtere: variante: escuotere

- Presente: piaccio, piaci, piace, piacciamo, piacete, piacciono
- Passato remoto: piacqui, piacesti, piacque, piacemmo, piaceste, piacquero

Antiche le forme regolari: piacei e piacetti ecc.
- Congiuntivo presente: piaccia, piaccia, piaccia, piacciamo, piacciate, piacciano

Si coniugano come piacere:
- Compiacére
- Dispiacére
- Scompiacére
- Spiacére

Variante antica piagnere con -gn- al posto di -ng- davanti alle desinenze inizianti per i- e e-.
- Passato remoto: piansi, piangesti, pianse, piangemmo, piangeste, piansero

Antiche le forme regolari piangei ecc.
- Participio passato: pianto

Si coniugano come piangere:
- Compiàngere: variante antica compiagnere
- Rimpiàngere: variante antica rimpiagnere

- Passato remoto: piovvi, piovesti, piovve, piovemmo, pioveste, piovvero

Antiche le forme regolari piovei (nel parlato anche piovetti) ecc.; poetiche le forme piobbi per piovvi e piobbe(ro) per piovve(ro)
Si coniugano come piovere:
- Ripiòvere
- Spiòvere

- Passato remoto: porsi, porgesti, porse, porgemmo, porgeste, porsero
- Participio pass. porto

Si coniugano come porgere:
- Sporgere

Dal latino pōnĕre alla base della forma arcaica ponere, che spiega le radici in pon(g)-, successivamente sincopato in porre, stesso fenomeno alla base del futuro e del condizionale.
- Presente: pongo, poni, pone, poniamo, ponete, pongono

Antiche le forme pono(no) per pongo(no); pogn(i)amo e ponemo per poniamo;
- Imperfetto: ponevo, ponevi, poneva, ponevamo, ponevate, ponevano
- Passato remoto: posi, ponesti, pose, ponemmo, poneste, posero

antiche le forme: puose(ro) per pose(ro)
- Futuro: porrò, porrai, porrà, porremo, porrete, porranno

Antiche le forme non sincopate: ponerò, ponerai ecc.
- Congiuntivo presente: ponga, ponga, ponga, poniamo, poniate, pongano

Antiche le forme pona (poet. pogna (tu pogni)) per ponga; pogn(i)amo per poniamo; pogn(i)ate per poniate
- Congiuntivo imperfetto: ponessi, ponessi, ponesse, ponessimo, poneste, ponessero
- Condizionale presente: porrei, porresti, porrebbe, porremmo, porreste, porrebbero

Antiche le forme non sincopate: ponerei, poneresti ecc.; poetiche porria(no) per porrei e porrebbe(ro)
- Participio pres: ponente

Antica la forma pognente
- Participio passato: posto

Antica la forma posito
- Gerundio: ponendo

Antica la forma pognendo
Si coniugano come porre:
- Antepórre
- Appórre
- Bendispórre
- Compórre
- Contrappórre
- Contropropórre
- Decompórre
- Depórre: variante diporre
- Discompórre
- Disimpórre
- Dispórre
- Espórre
- Fotocompórre
- Frappórre
- Giustappórre
- Impórre
- Indispórre
- Infrappórre: variante intraporre
- Interpórre
- Oppórre
- Ovodepórre
- Pospórre
- Predispórre
- Prepórre
- Presuppórre
- Propórre
- Reimpórre
- Ricompórre
- Ripórre
- Ripropórre
- Scompórre
- Sottoespórre
- Sottopórre
- Sovrappórre: variante soprapporre
- Sovrespórre
- Sovrimpórre
- Spórre
- Suppórre
- Trapórre
- Traspórre: variante transpórre

- Presente: posso, puoi, può, possiamo, potete, possono

Antiche le forme: p(u)ote, puole per può; potiamo, potemo, possemo per possiamo; possete per potete; p(u)onno per possono
- Futuro: potrò, potrai, potrà, potremo, potrete, potranno

Antiche forme non sincopate poterò, poterai ecc. e quelle più sincopate porò, porai
- Congiuntivo presente: possa, possa, possa, possiamo, possiate, possano

Antiche le forme (tu) possi per possa; potiamo per possiamo
- Condizionale presente: potrei, potresti, potrebbe, potremmo, potreste, potrebbero

Antiche forme non sincopate poterei, poteresti ecc. e quelle più sincopate porei, poresti ecc. poetiche le forme potria(no) (poria(no)) per potrò e potrebbe(ro)
- Antiche le forme: nell'imperfetto possea per potevo, potìe(no) per poteva(no); passato remoto potetti e possetti ecc.; possuto, possendo

- Passato remoto: protessi, proteggesti, protesse, proteggemmo, proteggeste, protessero
- Participio passato: protetto

Si coniugano come proteggere:
- Sprotèggere

Variante antica pugnere con -gn- al posto di -ng- davanti alle desinenze inizianti per i- e e-
- Passato remoto: punsi, pungesti, punse, pungemmo, pungeste, punsero
- Participio passato: punto

Si coniugano come pungere:
- Compùngere: variante antica compugnere
- Espùngere
- Interpùngere
- Trapùngere

- Passato remoto: redassi, redigesti, redasse, redigemmo, redigeste, redassero
- Participio passato: redatto

- Passato remoto: redensi, redimesti, redense, redimemmo, redimeste, redensero

Antiquate le forme regolari redimei ecc.
- Participio passato: redento

- Passato remoto: mancante.
- Participio passato: relinquito

- Passato remoto: ressi, reggesti, resse, reggemmo, reggeste, ressero
- Participio passato: retto

Si coniugano come reggere:
- Corrèggere
- Sorrèggere

- Presente: rimango, rimani, rimane, rimaniamo, rimanete, rimangono

Antiche le forme poetiche: rimagno(no) per rimango(no), rimagn(i)amo per rimaniamo
- Passato remoto: rimasi, rimanesti, rimase, rimanemmo, rimaneste, rimasero

Antiche le forme regolari rimanei ecc.
- Futuro: rimarrò, rimarrai, rimarrà, rimarremo, rimarrete, rimarranno

Antiche le forme non sincopate: rimanerò, rimanerai ecc.
- Congiuntivo presente: rimanga, rimanga, rimanga, rimaniamo, rimaniate, rimangano
- Condizionale presente: rimarrei, rimarresti, rimarrebbe, rimarremmo, rimarreste, rimarrebbero

Antiche le forme non sincopate: rimanerei, rimaneresti ecc.
- Participio passato: rimasto

Antica e poetica la forma rimaso
Si coniugano come rimanere:
- Permanére: al participio passato permaso (raro)Antichi i passati sigmatici permansi ecc. e il participio permanso

- Passato remoto: ruppi, rompesti, ruppe, rompemmo, rompeste, ruppero

Antiche le forme regolari rompei e rompetti ecc.; e la variante roppi per ruppi, roppe(ro) per ruppe(ro)
- Participio passato: rotto

Si coniugano come rompere:
- Corrómpere
- Dirómpere
- Erómpere
- Interrómpere
- Irrómpere
- Prorómpere varianre prorumpere

### Seconda coniugazione S-Z
- Presente: so, sai, sa, sappiamo, sapete, sanno
- Imperfetto: sapevo, sapevi, sapeva, sapevamo, sapevate, sapevano
- Passato remoto: seppi, sapesti, seppe, sapemmo, sapeste, seppero
- Futuro: saprò, saprai, saprà, sapremo, saprete, sapranno
- Congiuntivo presente: sappia, sappiamo, sappiate, sappiano
- Condizionale presente: saprei, sapresti, saprebbe, sapremmo, sapreste, saprebber
- Imperativo: sappi, sappia, sappiamo, sappiate, sappiano
- Participio presente: sapiente

Si coniugano come sapere:
- Consapére
- Risapére
- Strasapére

- Presente: scelgo, scegli, sceglie, scegliamo, scegliete, scelgono
- Passato remoto: scelsi, scegliesti, scelse, scegliemmo, sceglieste, scelsero
- Congiuntivo presente: scelga, scelga, scelga, scegliamo, scegliate, scelgano
- Participio passato: scelto

Si coniugano come scegliere:
- Prescégliere
- Trascégliere

In passato usato anche con la sua variante sincopata sciorre.
- Presente: sciolgo, sciogli, scioglie, sciogliamo, sciogliete, sciolgono
- Passato remoto: sciolsi, sciogliesti, sciolse, sciogliemmo, scioglieste, sciolsero
- Congiuntivo presente: sciolga, sciolga, sciolga, sciogliamo, sciogliete, sciolgano
- Participio passato: sciolto

Si coniugano come sciogliere:
- Disciògliere
- Prosciògliere
- Risciògliere

- Passato remoto: scrissi, scrivesti, scrisse, scrivemmo, scriveste, scrissero
- Participio passato: scritto

Si coniugano come scrivere:
- Ascrìvere
- Circoscrìvere: varianti circonscrivere e circunscrivere
- Coscrìvere
- Dattiloscrìvere
- Descrìvere: variante discrivere
- Inscrìvere
- Iscrìvere
- Manoscrìvere
- Poscrìvere
- Preiscrìvere
- Prescrìvere
- Proscrìvere
- Reinscrìvere
- Riscrìvere: variante rescrivere
- Soprascrìvere
- Sottoscrìvere
- Soscrìvere
- Trascrìvere: variante transcrivere
- Videoscrìvere

Variante antica escuotere
- Passato remoto: scossi, sc(u)otesti, scosse, sc(u)otemmo, sc(u)oteste, scossero
- Participio passato: scosso

Si coniugano come scrivere:
- Riscuòtere

- Presente: soglio, suoli, suole, sogliamo, solete, sogliono
- Congiuntivo presente: soglia, soglia, soglia, sogliamo, sogliate, sogliano
- Imperativo: sogli, soglia, sogliamo, sogliate, sogliano
- Participio passato: solito

- Participio passato: soluto

- Passato remoto: sorsi, sorgesti, sorse, sorgemmo, sorgeste, sorsero
- Participio passato: sorto

Si coniugano come sorgere:
- Assórgere
- Insórgere
- Reinsórgere
- Risórgere

- Passato remoto: sparsi, spargesti, sparse, spargemmo, spargeste, sparsero
- Participio passato: sparso

Si coniugano come spargere:
- Cospàrgere: variante conspargere
- Dispàrgere
- Espàrgere

- Presente: spengo, spegni, spegne, spegniamo, spegnete, spengono
- Passato remoto: spensi, spegnesti, spense, spegnemmo, spegneste , spensero
- Congiuntivo presente: spenga, spenga, spenga, spegniamo, spegniate, spengano
- Participio passato: spento

Si coniugano come spegnere:
- Dispegnere

- Passato remoto: spersi, spergesti, sperse, spergemmo, spergeste, spersero
- Participio passato: sperso

Si coniugano come spergere:
- Aspèrgere
- Cospèrgere: variante conspergere
- Dispèrgere

- Passato remoto: spinsi, spingesti, spinse, spingemmo, spingeste, spinsero
- Participio passato: spinto

Si coniugano come spingere:
- Respìngere
- Retrospìngere
- Risospìngere
- Rispìngere
- Sospìngere

- Passato remoto: strinsi, stringesti, strinse, stringemmo, stringeste, strinsero
- Participio passato: stretto (tosc. strinto)

Si coniugano come stringere:
- Astrìngere
- Costrìngere: variante constringere
- Distrìngere
- Restrìngere: Participio passato ristretto
- Ristrìngere

- Passato remoto: strussi, struggesti, strusse, struggemmo, struggeste, strussero
- Participio passato: strutto

Si coniugano come struggere:
- Distrùggere: variante destruggere

- Passato remoto: sunsi, sumesti, sunse, sumemmo, sumeste, sunsero
- Participio passato: sunto

Si coniugano come sumere:
- Assùmere
- Consùmere
- Desùmere
- Presùmere: variante prosumere
- Rassùmere
- Riassùmere: variante reassumere
- Sussùmere

- Presente: taccio, taci, tace, tacciamo, tacete, tacciono
- Passato remoto: tacqui, tacesti, tacque, tacemmo, taceste, tacquero
- Congiuntivo presente: taccia, tacciamo, tacciate, tacciano

Si coniugano come tacere:
- Sottacére

- Presente: tengo, tieni, tiene, teniamo, tenete, tengono
- Passato remoto: tenni, tenesti, tenne, tenemmo, teneste, tennero
- Futuro: terrò, terrai, terrà, terremo, terrete, terranno
- Congiuntivo presente: tenga, teniamo, teniate, tengano
- Condizionale presente: terrei, terresti, terrebbe, terremmo, terreste, terrebbero

Si coniugano come tenere:
- Appartenére: variante appertenere
- Astenére
- Attenére
- Contenére
- Detenére
- Distenére
- Intertenére
- Intrattenére
- Mantenére
- Manutenére
- Ottenére
- Partenére
- Pertenére
- Rattenére
- Riottenére
- Ritenére
- Soprattenére
- Sostenére
- Trattenére

- Passato remoto: tersi, tergesti, terse, tergemmo, tergeste, tersero
- Participio passato: terso

Si coniugano come tergere:
- Astèrgere: variante abstergere
- Detèrgere

- Passato remoto: tinsi, tingesti, tinse, tingemmo, tingeste, tinsero
- Participio passato: tinto

Si coniugano come tingere:
- Attìngere
- Contìngere
- Intìngere
- Sovratìngere
- Stìngere

In passato usato anche con la sua variante sincopata torre.
- Presente: tolgo, togli, toglie, togliamo, togliete, tolgono
- Passato remoto: tolsi, togliesti, tolse, togliemmo, toglieste, tolsero
- Congiuntivo presente: tolga, tolga, tolga, togliamo, togliate, tolgano
- Participio passato: tolto

Si coniugano come togliere:
- Distògliere
- Ritògliere
- Stògliere

- Passato remoto: torsi, torcesti, torse, torcemmo, torceste, torsero
- Participio passato: torto

Si coniugano come torcere:
- Attorcere
- Contorcere
- Detorcere
- Distorcere
- Estorcere
- Intorcere
- Rattorcere
- Ritorcere
- Scontorcere
- Storcere

- Presente: traggo, trai, trae, traiamo, traete, traggono
- Imperfetto: traevo, traevi, traeva, traevamo, traevate traevano
- Passato remoto: trassi, traesti, trasse, traemmo, traeste, trassero
- Futuro: trarrò, trarrai, trarrà, trarremo, trarrete, trarranno
- Congiuntivo presente: tragga, tragga, tragga, traiamo, traiate, traggano.
- Congiuntivo imperfetto: traessi, traessi, traesse, traessimo, traeste, trassero
- Condizionale presente: trarrei, trarresti, trarrebbe, trarremmo, trarreste, trarrebbero
- Participio presente: traente
- Participio passato: tratto
- Gerundio: traendo

Si coniugano come trarre:
- Astrarre
- Attrarre
- Contrarre
- Decontrarre
- Detrarre
- Distrarre
- Estrarre: variante strarre
- Protrarre
- Rattrarre
- Retrarre
- Ricontrarre
- Ritrarre
- Sottrarre

- Passato remoto: unsi, ungesti, unse, ungemmo, ungeste, unsero
- Participio passato: unto

Si coniugano come ungere:
- Disùngere
- Riungere

- Presente: valgo, vali, vale, valiamo, valete, valgono
- Passato remoto: valsi, valesti, valse, valemmo, valeste, valsero
- Futuro: varrò, varrai, varrà, varremo, varreste, varrebbero
- Congiuntivo presente: valga, valiamo, valiate, valgano
- Condizionale presente: varrei, varresti, varrebbe, varremmo, varreste, varrebbero
- Participio passato: valso

Si coniugano come valere:
- Avvalérsi
- Contravvalére
- Disvalere
- Equivalére
- Invalére
- Prevalére
- Rivalére

- Presente: vello (o velgo), velli, velle, velliamo, vellete, vellono (o velgono)
- Passato remoto: velsi, vellesti, velse, vellemmo, velleste, velsero
- Congiuntivo presente: vella (o velga), vella (o velga), vella (o velga), velliamo, velliate, vellano (o velgano)
- Participio passato: velto

Si coniugano come vellere:
- Disvèllere
- Divèllere
- Svèllere

- Passato remoto: vinsi, vincesti, vinse, vincemmo, vinceste, vinsero
- Participio passato: vinto

Si coniugano come vincere:
- Avvìncere
- Convìncere
- Evìncere
- Rivìncere
- Sopravvìncere
- Stravìncere

- Passato remoto: vissi, vivesti, visse, vivemmo, viveste, vissero
- Futuro: vivrò, vivrai, vivrà, vivremo, vivrete, vivranno
- Condizionale presente: vivrei, vivresti, vivrebbe, vivremmo, vivreste, vivrebbero
- Participio passato: vissuto

Si coniugano come vivere:
- Convìvere: nel futuro e nel condizionale sono comuni anche le forme non sincopate: conviverò ecc.; conviverei ecc.
- Rivìvere
- Sopravvìvere: nel futuro e nel condizionale sono comuni anche le forme non sincopate: sopravviverò ecc.; sopravviverei ecc.

- Presente: voglio, vuoi, vuole, vogliamo, volete, vogliono
- Passato remoto: volli, volesti, volle, volemmo, voleste, vollero
- Futuro: vorrò, vorrai, vorrà, vorremo, vorrete, vorranno
- Congiuntivo presente: voglia, vogliamo, vogliate, vogliano
- Condizionale presente: vorrei, vorresti, vorrebbe, vorremmo, vorreste, vorrebbero

Si coniugano come volere:
- Benvolére
- Disvolére
- Malvolére
- Rivolére
- Stravolére
- Svolére

- Passato remoto: volsi, volgesti, volse, volgemmo, volgeste, volsero
- Participio passato: volto

Si coniugano come volgere:
- Avvòlgere
- Capovòlgere: variante capivolgere
- Circonvòlgere
- Coinvòlgere
- Convòlgere
- Disinvòlgere
- Disvòlgere
- Invòlgere
- Ravvòlgere
- Riavvòlgere
- Rinvòlgere
- Rivòlgere
- Sconvòlgere
- Stravòlgere
- Svòlgere
- Travòlgere: variante trasvolgere

## Terza coniugazione
- Presente indicativo: appaio (o apparisco), appari (o apparisci), appare (o apparisce), appariamo, apparite, appaiono (o appariscono)
- Passato remoto: apparvi (o apparii o apparsi), apparisti, apparve (o apparì o apparse), apparimmo, appariste, apparvero (o apparirono o apparsero)
- Futuro: apparirò (lett. apparrò), apparirai (lett. apparrai), apparirà (lett. apparrà), appariremo (lett. apparremo), apparirete (lett. apparrete), appariranno (lett. apparranno)
- Congiuntivo presente: appaia (o apparisca), appaia (o apparisca), appaia (o apparisca), appariamo, appariate, appaiano (o appariscano)
- Participio passato: apparso (o apparito)

Si coniugano come apparire:
- Comparire: le forme regolari (le incoative comparisco ecc, e il passato remoto comparii ecc. e il participio comparito) sono proprie del significato 'far bella figura'; i perfetti sigmatici (comparsi ecc.) del significato 'presentarsi in giudizio'.[18]
- Disapparire
- Disparire: più comune il participio disparito; antiquate le forme del pass. rem. disparsi ecc.
- Rapparire
- Riapparire
- Ricomparire
- Scomparire: le forme incoative sono forme proprie del significato 'far brutta figura'.[19]
- Trasparire: rare le forme irregolari

- Passato remoto: aprii (o apersi), apristi, aprì (o aperse), aprimmo, apriste, aprirono (o apersero)
- Participio passato: aperto

Si coniugano come aprire:
- Riaprire
- Semiaprire

- Passato remoto: convertii (lett. conversi), convertisti, convertì (lett. converse), convertimmo, convertiste, convertirono (lett. conversero)
- Participio passato: convertito (lett. converso)

Si coniugano come convertire:
- Invertire
- Pervertire: le forme irregolari sono arcaiche

- Passato remoto: coprii (o copersi), copristi, coprì (o coperse), coprimmo, copriste, coprirono (o copersero)
- Participio passato: coperto

Si coniugano come coprire:
- Discoprire
- Ricoprire
- Riscoprire
- Scoprire

Sarebbe quasi meglio definirlo un verbo semplicemente anomalo piuttosto che irregolare, dato che il suo inserimento nella lista è dovuto all'aggiunta di una -i- diacritica, in quelle voci dove tutti gli altri verbi in -cire inseriscono l'infisso -isc- (coniugazione incoativa), per mantenere la pronuncia dolce [ʧ] delle -c tematica; sono comunque errate forme come *cucisco o *cuciscano (v. fuggire).
- Presente: cucio, cuci, cuce, cuciamo, cucite, cuciono
- Congiuntivo presente: cucia, cucia, cucia, cuciamo, cuciate, cuciano

Si coniugano come cucire:
- Discucire
- Ricucire
- Scucire
- Sdrucire: sono maggiormente diffuse le forme regolari incoative con -isc-: sdrucisco, sdrucisci, sdrucisce, sdruciscono; sdrucisca, sdriciscano

Da sincope del latino dicere - con conseguente passaggio dalla seconda alla terza coniugazione, per cui conserva spesso la vocale tematica e in alcune forme (dicevo, dicessi).
- Presente: dico, dici, dice, diciamo, dite, dicono
- Imperfetto: dicevo, dicevi, diceva, dicevamo, dicevate, dicevano
- Passato remoto: dissi, dicesti, disse, dicemmo, diceste, dissero
- Congiuntivo presente: dica, dica, dica, diciamo, diciate, dicano
- Congiuntivo imperfetto: dicessi, dicessi, dicesse, dicessimo, diceste, dicessero
- Imperativo: di' o di', dica, diciamo, dite, dicano
- Participio presente: dicente
- Participio passato: detto
- Gerundio: dicendo

Si coniugano come dire:
- Addire
- Benedire
- Contraddire
- Disdire
- Indire
- Interdire
- Maledire
- Predire
- Ridire
- Sdire
- Sopraddire
- Stradire

- Presente: empio, empi, empie, empiamo, empite (o empiete), empiono
- Imperfetto: empivo, empivi, empiva, empivamo, empivate, empivano
- Passato remoto: empii (o empiei), empisti (o empiesti), empì (o empié), empimmo (o empiemmo), empiste (o empieste), empirono (o empierono)
- Futuro: empirò, empirai, empirà, empiremo, empirete, empiranno
- Congiuntivo presente: empia, empia, empia, empiamo, empiate, empiano
- Congiuntivo imperfetto: empissi, empissi, empisse, empissimo, empiste, empissero
- Condizionale presente: empirei, empiresti, empirebbe, empiremmo, empireste, empirebbero
- Gerundio: empiendo
- Participio passato: empito (o empiuto)
- Participio presente: empiente

Si coniugano come empire:
- Riempire
- Sovrempire

da ferire per dissimilazione della 'r', non si tratta di un verbo irregolare propriamente detto, essendo l'irregolarità spiegabile come una normale dittongazione dovuta alla leggere del dittongo mobile applicate forme non incoative e quindi rizotoniche:
- Presente: fedisco o fiedo, fedisci o fiedi, fedisca o fieda, fediamo, fedite, fediscono o fiedono
- Congiuntivo presente: fedisca o fieda, fedisca o fieda, fedisca o fieda, fediamo, fediate, fediscano o fiedano

Non è un verbo propriamente irregolare semmai anomalo, dato che il suo inserimento nella lista è dovuto al fatto che, contrariamente a tutti gli altri verbi in -gire, non inserisce l'infisso -isc (coniugazione incoativa) per mantenere inalterato il suono dolce [ʤ] dell -g tematica, ma lo muta in quello duro [g] (v. cucire).
- Presente: fuggo, fuggi, fugge, fuggiamo, fuggite, fuggono
- Congiuntivo presente: fugga, fugga, fugga, fuggiamo, fuggiate, fuggano

Si coniugano come fuggire:
- Rifuggire
- Sfuggire
- Sotterfuggire
- Trafuggire

- Passato remoto: infersi o inferii, inferisti, inferse o inferì, inferimmo, inferiste, infersero o inferirono
- Participio passato: inferto o, molto meno spesso, inferito

Le forme infers- e inferto si sono specializzare per il significato 'cagionare'
Si coniugano come inferire:
- Profferire

- Presente: muoio, muori, muore, moriamo, morite, muoiono
- Futuro: morirò o morrò, morirai o morrai, morirà o morrà, moriremo o morremo, morirete o morrete, moriranno o morranno
- Congiuntivo presente: muoia, muoia, muoia, moriamo, moriate, muoiano
- Condizionale presente: morirei o morrei, moriresti o morresti, morirebbe o morrebbe, moriremmo o morremmo, morireste o morreste, morirebbero o morrebbero
- Participio passato: morto

Si coniugano come morire:
- Premorire
- Rimorire
- Smorire

- Passato remoto: offrii (o offersi), offristi, offrì (o offerse), offrimmo, offriste, offrirono (o offersero)
- Participio presente: offerente
- Participio passato: offerto

Si coniugano come offrire:
- Controffrire
- Soffrire

- Participio passato: polluto

- Presente: salgo, sali, sale, saliamo, salite, salgono
- Congiuntivo presente: salga, salga, salga, saliamo, saliate, salgano

Si coniugano come salire:
- Assalire
- Risalire
- Soprassalire

- Participio presente: senziente

Si coniugano come sentire:
- Acconsentire
- Assentire
- Consentire
- Disconsentire
- Dissentire
- Intrasentire
- Presentire
- Riconsentire
- Risentire
- Sconsentire
- Soprasentire
- Trasentire

- Participio passato: sepolto o seppellito

Si coniugano come seppellire:
- Disseppellire

- Passato remoto: sparii (lett. sparvi), sparisti, sparì (lett. sparve), sparimmo, spariste, sparirono (lett. sparvero)

Si coniugano come sparire:
- Risparire

- Presente: odo, odi, ode, udiamo, udite, odono
- Futuro: udirò o udrò, udirai udrai, udirà o udrà, udiremo o udremo, udirete o udrete, udiranno o udranno
- Congiuntivo presente: oda, oda, oda, udiamo, udiate, odano
- Condizionale presente: udirei o udrei, udiresti o udresti, udirebbe o udrebbe, udiremmo o udremmo, udireste o udreste, udirebbero o udrebbero
- Participio presente: udente (o udiente)

Si coniugano come udire:
- Intraudire
- Riudire
- Traudire

- Presente: esco, esci, esce, usciamo, uscite, escono
- Congiuntivo presente: esca, esca, esca, usciamo, usciate, escano

Si coniugano come uscire:
- Fuoriuscire: variante fuoruscire
- Riuscire

- Presente: vengo, vieni, viene, veniamo, venite, vengono
- Passato remoto: venni, venisti, venne, venimmo, veniste, vennero
- Futuro: verrò, verrai, verrà, verremo, verrete, verranno
- Congiuntivo presente: venga, venga, venga, veniamo, veniate, vengano
- Condizionale presente: verrei, verresti, verrebbe, verremmo, verreste, verrebbero
- Participio presente: veniente
- Participio passato: venuto

Si coniugano come venire:
- Addivenire
- Antivenire
- Avvenire
- Circonvenire
- Contravvenire
- Convenire
- Devenire
- Disavvenire
- Disconvenire
- Disvenire
- Divenire
- Intervenire
- Intravvenire
- Misvenire
- Pervenire
- Prevenire
- Provenire
- Riconvenire
- Rinvenire
- Risovvenire
- Rivenire
- Sorvenire
- Sconvenire
- Sopravvenire
- Sovvenire
- Svenire

## Verbi anticamente irregolari
Ci sono verbi oggi regolari che in antichità, ma alcuni anche solo fino a pochi decenni fa, presentavano delle forme irregolari
Oggi regolare, anticamente ammetteva le forme:
- Passato remoto: costrussi, ---, costrusse, ---, ---, costrussero.
- Participio passato: costrutto.

si coniugavano come costruire:
- Istruire:
- Ricostruire:

Oggi regolare, anticamente ammetteva le forme:
- Presente: sieguo o seguisco, siegui o seguisci, siegue o seguisce, ---, ---, sieguono o sieguiscono.
- Passato remoto: seguetti, ---, seguette, ---, ---, seguettero
- Congiuntivo presente: siegua o seguisca, siegua o seguisca, siegua o seguisca, ---, ---, sieguano o seguiscano.

si coniugavano come seguire:
- Conseguire:
- Proseguire:
- Perseguire:
- Susseguire:

## Verbi sdruccioli, anticamente irregolari
Oggi regolare, anticamente ammetteva le forme (v concedere):
- Passato remoto: cessi, ---, cesse, ---, ---, cessero.
- Participio pass.: cesso.

si coniugavano come cedere:
- Accèdere*:
- Antecèdere*:
- Decèdere*:
- Eccèdere*:
- Incèdere*:
- Intercèdere*:
- Precèdere*:
- Procèdere*:
- Recèdere*:

*Seppur rare le forme irregolari sono usate nella lingua letteraria;
Oggi regolare, anticamente ammetteva le forme
- Passato remoto: fessi, ---, fesse, ---, ---, fessero.
- Participio pass.: fesso.

Oggi regolare, anticamente ammetteva le forme:
- Participio pass.: misto.

Oggi regolare, anticamente ammetteva le forme:
- Participio pass.: pasto.

Oggi regolare, anticamente ammetteva le forme:
- Passato remoto: pressi, ---, presse, ---, ---, pressero.
- Participio pass.: presso.

si coniugavano come premere:
- Sprèmere